# 護廷十三隊
護廷十三隊是日本漫畫《BLEACH》裡登場的大型虛構團隊。
※備註：香港版動畫配音有Animax與電視廣播有限公司（TVB）兩種不同的版本。

## 概要
負責守衛瀞靈廷的大型組織，因為旗下總共有13個番隊而得名。每個番隊會個別選定一種花卉作為番隊標誌，用來象徵番隊的主旨精神。
- 歷史概要

約莫千餘年前，由原為「元流」開祖暨「元字塾」總師範的山本元柳齋重國，親自號召死神並創立護廷十三隊，初期的護廷十三隊常以護廷名義行撻伐之實，被屍魂界眾人所畏懼。經過千年前和滅卻師之間的戰爭後，死神方因為取得安逸的世況，多了必需守護的事物，才逐漸改變原本的行事作風。隨著時間的推移，組織規模亦日益拓展，繼而發展出不同的工作性質。
- 組織結構

所有的護廷十三隊成員都是死神。每個番隊各別設有一名隊長與副隊長，正副隊長之下還會設置幾名席官（第三席官為副官輔佐，負責輔佐副隊長），依序類推，最後才是兩百多名的基層隊員。位階越高的成員，所需承接的任務工作也相對的艱困。部分番隊會有十幾人到二十人擔任同一席官的狀況，有的番隊甚至人數多到必須分成好幾個班，並在每個班指派一名班長管理班別。
- 入隊資格

大多數的成員，都必須在真央靈術院接受訓練並順利畢業，才能獲選加入護廷十三隊。少數成員則是藉由其他管道（例如接受菁英教育或通過入隊考試），不需要從真央靈術院畢業也能取得入隊的資格。
- 成員升遷與調動

成員會因為受到提拔，升遷至更高的職位；也會因為某些因素被調到其他番隊。通常擔任正副隊長職位的人，都有一定程度的入隊資歷，但其中也不乏例外的狀況。要成為隊長的人，必須選擇三種途徑中的任一方法通過認證，其一是在包含總隊長在內的三位隊長見證下通過隊長考試；其二是藉由六名隊長推薦，然後在剩下的七名隊長獲得其中三位的認可；其三則是在兩百位隊員見證下，與時任隊長對決獲勝才能繼任成為隊長。
隊長擁有任命隊士擔任副隊長的「副隊長任命權」，相對的，隊士擁有拒絕擔任要職的「即任拒絕權」。而在斬術、白打、瞬步、鬼道各方面能力較平均的萬能型成員，特別容易被任命為副隊長。另外在一些特殊情況下，護廷十三隊的成員將有機會晉升至王族特務零番隊。
- 離隊與替補措施

護廷十三隊內部沒有退隊制度，隊員不能因為自己的意志提出辭職（前六番隊副隊長 銀銀次郎是個例外），同時組織不允許「已合格的成員中出現不適任者」的情形發生。隊員因個人因素不得不離隊的情形叫做「休隊」，而經過長時間仍無法復隊的情況下就會被除籍。至於「退隊」則代表「特別檻理化」，某些在思想或行為被認定有危險性、或是被宣告退隊的成員，都會被強制收容在特別檻理棟（通稱「蛆蟲巢」）。一旦成員因為叛變、死亡、隱退或遭受驅逐等理由離開護廷十三隊或晉升更高階的職位，就會另外找其他成員替補該職缺。而在第二部劇情當中，則出現先前因為逃亡被除籍的成員，被招回屍魂界並重回崗位的特殊情況。較重要的成員因故殉職時，護廷十三隊會特別為該成員舉辦火葬儀式。
- 以下章節各隊職責劃分沒有實際來源，並且沒有在英文和日文版本的WIKI中找到相同描述，請謹慎看待

## 歷任成員
|          |        | 創立初期       | 250年前              | 110年前            | 20年前         | 屍魂界篇                          | 破面篇                            | 代理死神 消失篇 | 千年血戰篇 （初期） | 千年血戰篇 （訣別譚）             | 結局                              | 獄頤鳴鳴篇                        |
| -------- | ------ | -------------- | -------------------- | ------------------ | -------------- | --------------------------------- | --------------------------------- | --------------- | ------------------- | --------------------------------- | --------------------------------- | --------------------------------- |
| 一番隊   | 隊長   | 山本元柳齋重國 | 山本元柳齋重國       | 山本元柳齋重國     | 山本元柳齋重國 | 山本元柳齋重國                    | 山本元柳齋重國                    | 山本元柳齋重國  | 山本元柳齋重國      | 京樂春水                          | 京樂春水                          | 京樂春水                          |
| 一番隊   | 副隊長 | 雀部長次郎     | 雀部長次郎           | 雀部長次郎         | 雀部長次郎     | 雀部長次郎                        | 雀部長次郎                        | 雀部長次郎      | 雀部長次郎          | 伊勢七緒、沖牙源志郎 （雙副隊長） | 伊勢七緒、沖牙源志郎 （雙副隊長） | 伊勢七緒、沖牙源志郎 （雙副隊長） |
| 二番隊   | 隊長   | 四楓院千日     |                      | 四楓院夜一         |                | 碎蜂                              | 碎蜂                              | 碎蜂            | 碎蜂                | 碎蜂                              | 碎蜂                              | 碎蜂                              |
| 二番隊   | 副隊長 |                |                      | 大前田希之進       |                | 大前田希千代                      | 大前田希千代                      | 大前田希千代    | 大前田希千代        | 大前田希千代                      | 大前田希千代                      | 大前田希千代                      |
| 三番隊   | 隊長   | 嚴原金勒       |                      | 鳳橋樓十郎         | 市丸銀         | 市丸銀                            | 天貝繡助 （動畫原創）             | 鳳橋樓十郎      | 鳳橋樓十郎          | 鳳橋樓十郎                        | 鳳橋樓十郎                        | 鳳橋樓十郎                        |
| 三番隊   | 副隊長 |                |                      | 射場千鐵           |                | 吉良井鶴                          | 吉良井鶴                          | 吉良井鶴        | 吉良井鶴            | 吉良井鶴                          | 吉良井鶴                          | 吉良井鶴                          |
| 四番隊   | 隊長   | 志島知霧       | 卯之花烈             | 卯之花烈           | 卯之花烈       | 卯之花烈                          | 卯之花烈                          | 卯之花烈        | 卯之花烈            | 不適用                            | 虎徹勇音                          | 虎徹勇音                          |
| 四番隊   | 副隊長 |                |                      | 山田清之介         |                | 虎徹勇音                          | 虎徹勇音                          | 虎徹勇音        | 虎徹勇音            | 虎徹勇音                          | 虎徹清音                          | 虎徹清音                          |
| 五番隊   | 隊長   | 尾花彈兒郎     |                      | 平子真子           | 藍染惣右介     | 藍染惣右介                        | 不適用                            | 平子真子        | 平子真子            | 平子真子                          | 平子真子                          | 平子真子                          |
| 五番隊   | 副隊長 |                |                      | 藍染惣右介         |                | 雛森桃                            | 雛森桃                            | 雛森桃          | 雛森桃              | 雛森桃                            | 雛森桃                            | 雛森桃                            |
| 六番隊   | 隊長   | 齋藤不老不死   |                      | 朽木銀嶺           | 朽木白哉       | 朽木白哉                          | 朽木白哉                          | 朽木白哉        | 朽木白哉            | 朽木白哉                          | 朽木白哉                          | 朽木白哉                          |
| 六番隊   | 副隊長 |                |                      | 朽木蒼純           | 銀銀次郎       | 阿散井戀次                        | 阿散井戀次                        | 阿散井戀次      | 阿散井戀次          | 阿散井戀次                        | 阿散井戀次                        | 阿散井戀次                        |
| 七番隊   | 隊長   | 執行乃武綱     |                      | 愛川羅武           | 狛村左陣       | 狛村左陣                          | 狛村左陣                          | 狛村左陣        | 狛村左陣            | 狛村左陣                          | 射場鐵左衛門                      | 射場鐵左衛門                      |
| 七番隊   | 副隊長 |                |                      | 小椿刃右衛門       |                | 射場鐵左衛門                      | 射場鐵左衛門                      | 射場鐵左衛門    | 射場鐵左衛門        | 射場鐵左衛門                      | 伊江村八十千和                    | 輪堂與                            |
| 八番隊   | 隊長   | 鹿取拔雲齋     | 京樂春水             | 京樂春水           | 京樂春水       | 京樂春水                          | 京樂春水                          | 京樂春水        | 京樂春水            | 不適用                            | 矢胴丸莉莎                        | 矢胴丸莉莎                        |
| 八番隊   | 副隊長 |                |                      | 矢胴丸莉莎         |                | 伊勢七緒                          | 伊勢七緒                          | 伊勢七緒        | 伊勢七緒            | 不適用                            | 伊勢七緒 （代理）                 | 八原熊如                          |
| 九番隊   | 隊長   | 久面井煙鐵     |                      | 六車拳西           | 東仙要         | 東仙要                            | 不適用                            | 六車拳西        | 六車拳西            | 六車拳西                          | 六車拳西                          | 六車拳西                          |
| 九番隊   | 副隊長 |                |                      | 久南白             |                | 檜佐木修兵                        | 檜佐木修兵                        | 檜佐木修兵      | 檜佐木修兵          | 檜佐木修兵                        | 檜佐木修兵                        | 檜佐木修兵                        |
| 十番隊   | 隊長   | 王途川雨緒紀   |                      |                    | 志波一心       | 日番谷冬獅郎                      | 日番谷冬獅郎                      | 日番谷冬獅郎    | 日番谷冬獅郎        | 日番谷冬獅郎                      | 日番谷冬獅郎                      | 日番谷冬獅郎                      |
| 十番隊   | 副隊長 |                |                      |                    | 松本亂菊       | 松本亂菊                          | 松本亂菊                          | 松本亂菊        | 松本亂菊            | 松本亂菊                          | 松本亂菊                          | 松本亂菊                          |
| 十一番隊 | 隊長   | 卯之花八千流   | 刳屋敷劍八 →痣城劍八 | 鬼嚴城劍八         | 更木劍八       | 更木劍八                          | 更木劍八                          | 更木劍八        | 更木劍八            | 更木劍八                          | 更木劍八                          | 更木劍八                          |
| 十一番隊 | 副隊長 |                |                      |                    | 草鹿八千流     | 草鹿八千流                        | 草鹿八千流                        | 草鹿八千流      | 草鹿八千流          | 斑目一角                          | 斑目一角                          |                                   |
| 十二番隊 | 隊長   | 善定寺有嬪     |                      | 曳舟桐生 →浦原喜助 | 涅繭利         | 涅繭利                            | 涅繭利                            | 涅繭利          | 涅繭利              | 涅繭利                            | 涅繭利                            | 涅繭利                            |
| 十二番隊 | 副隊長 |                |                      | 猿柿日世里         |                | 涅音夢                            | 涅音夢                            | 涅音夢          | 涅音夢              | 涅音夢                            | 阿近                              | 阿近                              |
| 十三番隊 | 隊長   | 逆骨才藏       | 浮竹十四郎           | 浮竹十四郎         | 浮竹十四郎     | 浮竹十四郎                        | 浮竹十四郎                        | 浮竹十四郎      | 浮竹十四郎          | 浮竹十四郎                        | 朽木露琪亞                        | 朽木露琪亞                        |
| 十三番隊 | 副隊長 |                |                      |                    | 志波海燕       | 小椿仙太郎、虎徹清音 （共同代理） | 小椿仙太郎、虎徹清音 （共同代理） | 朽木露琪亞      | 朽木露琪亞          | 小椿仙太郎                        | 小椿仙太郎                        | 小椿仙太郎                        |

## 一番隊（總番隊）
- 隊花：菊，象徵的精神：真實和清白。

不但是護廷十三隊的領頭部隊，也是集結了精英的龍頭番隊，隊員們以隸屬此番隊為榮。世代的總隊長口傳「王鍵」的所在地與製作方式，並且擁有進入王宮的權力。以往每個月都會召集隊員開辦茶會。
千年血戰篇初期隊長山本元柳齋重國與副隊長雀部長次郎雙雙於戰死後，隊長一職由前八番隊隊長京樂春水繼任，副隊長一職在京樂和中央四十六室親自交涉後，開啟派任兩名副隊長負責輔佐隊長處理番隊內務的先例。
山本元柳齋重國（Yamamoto Genryuusai Shigekuni）
日本配音：塚田正昭→高岡瓶瓶（千年血戰篇起）；台灣配音：李香生→曹冀魯／官志宏（劇場版2・緯來版）；香港配音：黃志明→陳旭明（DVD版）／李建良（Animax版）／陳旭明（劇場版1）→張振聲（劇場版2·3）
護廷十三隊階級：一番隊隊長・總隊長（初代～千年血戰篇初期）。
京樂春水（Kyouraku Shunsui）
日本配音：大塚明夫、佐倉綾音（少年時期）；台灣配音：吳文民／陳幼文（劇場版2・緯來版）；香港配音：劉文光→黎家希（DVD版）／陳振聲（Animax版）／劉文光（劇場版1）→張振聲（劇場版2·3）
護廷十三隊階級：八番隊隊長（110年前～千年血戰篇初期） → 一番隊隊長・總隊長（現任，千年血戰篇後期～）。
雀部長次郎忠息（Chōjirō Tadaoki Sasakibe）
日本配音：山口太郎、鈴木崚汰（青年時期）；台灣配音：吳文民／陳幼文（劇場版2・緯來版）；香港配音：黎家希（DVD版）／陳振聲（Animax版）／鄧肇基（劇場版1）→陳健豪（劇場版2·3）
護廷十三隊階級：一番隊副隊長（初代～千年血戰篇初期）。
生日：11月4日，身高：179公分，體重：66公斤。
白髮金眼（年輕時期留著向後梳的白髮），蓄著小鬍子，長相類似西方人的中年男性，據說生前是英國貴族，身著白大褂（是自己在現世執行任務時看到紳士穿的衣服，因為很羨慕所以自己製作的）。和山本前總隊長的飲食習慣剛好相反，喜歡西餐但討厭日式飲食，喜好是栽培紅茶、學習西方文化，擅長西洋劍術。
約莫兩千多年前，長次郎為成為山本的副手，費心磨練自己的實力，並遵照對方的要求，在一個月以內成功地練成卍解，後來當山本準備對其驗收成果、要求他嘗試使用卍解將之擊倒的時候，長次郎使用剛練成的卍解傷及對方的額頭，讓原本無意收留侍從的山本認可他的實力，自始隨侍於山本的左右。
對山本前總隊長極其忠心，曾宣誓只要山本前總隊長依然健在，他將永遠擔任一番隊副隊長的職位。根據白哉的說法，長次郎在京樂和浮竹誕生之前就已經領悟卍解，然而自護廷十三隊創始以來，長次郎卻從未在其他隊員面前使出他的卍解，即便被部分成員當成「不參與戰鬥的副隊長」並屢次遭受侮辱，但仍堅守著自己的崗位，始終沒有擔任代理隊長的職位，甚至還堅持拒絕接下代理隊長的權限。
屍魂界篇，在雙亟時試圖阻止阿散井戀次救走朽木露琪亞，但與大前田、勇音一同被一護徒手擊倒。
破面篇，在空座町大戰中負責看守结界，後因察覺戰況逐趨險峻，才讓假面軍勢通過結界加入戰局。
千年血戰篇，為抵抗無形帝國的人士，被「O」多利斯克·貝爾希奪取卍解並投擲靈子巨矛貫穿身軀，還來不及向山本道出對方會使用能力竊取卍解的情報，便因為傷勢過重而不治身亡。遺體則被安置在臨時搭建的木製平檯上正式火葬。長次郎的殉職促使山本下令護廷十三隊討伐無形帝國，決意為長次郎復仇雪恨。
斬魄刀『嚴靈丸』（Gonryoumaru）
聲優：高橋研二（日本）；于正昇（台灣）
解放語「貫穿他、嚴靈丸」。
雷電系斬魄刀，為西洋劍型，可射出紫色的電撃，也能產生雷雲降下雷暴攻擊（此能力為動畫原創「斬魄刀叛亂篇」設定）。
卍解『黄煌嚴靈離宮』（Koukou Gonryourikyou）
將斬魄刀指向空中，從刀鋒頂端射出一道雷電，形成巨大籠狀的雷電包圍使用者，可藉著操控天候產成大範圍的雷雲，施展雷暴攻擊對手。
伊勢七緒（Ise Nanao）
日本配音：生天目仁美；台灣配音：馮嘉德／陶敏嫻（劇場版2・緯來版）；香港配音：林司聰→陳琴雲（DVD版）／鄭佩嘉、林寶怡（Animax版）／魏惠娥（劇場版2）
護廷十三隊階級：八番隊副隊長（110年前～千年血戰篇初期） → 一番隊副隊長（現任，千年血戰篇後期～）。
女性死神協會副會長。生日7月7日，身高164公分，體重48K公斤。
用髮夾固定頭髮，戴眼镜的女性。性格認真喜歡閱讀，平時習慣在腰間攜帶著一本書，擁有著連其他隊長都無法望其項背的鬼道才能。京樂春水的姪女，擅長計算且忠於京樂，像秘書一样跟在隊長身旁。曾在隊長登場時遵照命令撒花瓣，也出力協助京樂和山本前總隊長的對戰。被京樂稱呼作「小七緒」或「小緒緒」。喜好是羊羹、選購新髮夾、閱讀。「瀞靈廷通信集」談心專欄「差不多就好」的作者。
出身神官家系且司掌祭祀，肩負守護聖刀「八鏡劍」的使命，僅有女性始能名列家譜的女系家族伊勢家，因為其家族司掌的職責，所以沒有自己的斬魄刀。其母親為終止「和伊勢家結婚的男性會英年早逝」的詛咒，準備於婚後和娘家斷絕關係，故違背歷代伊勢家族成員藉著招贅夫婿以延續家族的傳統，和春水的兄長結為夫妻並誕下七緒，但是七緒的父親依舊於婚後沒多久便因故去世，母親則礙於貴族女性需於丈夫過身後不得和夫家往來的規定，被遣送回娘家。七緒的母親認為伊勢家的詛咒皆源自於家族守護的「八鏡劍」，為了保護七緒不被伊勢家的詛咒所困，選擇將「八鏡劍」交給春水保管。
雙親逝世後，被伊勢家的年長親戚撫養成人，本因無法馴服淺打，欲報考成為鬼道眾的成員，卻意外錄取八番隊和春水再度相遇。110年前還是八番隊年紀最小的隊員時，非常仰慕當時的八番隊副隊長矢胴丸莉莎。在千年血戰篇前，由於京樂懈怠隊長的本職工作，因此由七緒實際管理八番隊的相關內務。女性死神協會的會議也都她負責主持，生氣的時候，還會將眼鏡拿下來。與五番隊副隊長 雛森桃是非常要好的書友。
屍魂界篇，企圖解決遭到京樂重創倒地的茶渡泰虎，但因為京樂及時勸阻而沒有對他痛下殺手，其後在京樂春水與浮竹十四郎與山本總隊長對峙時，被山本總隊長的氣勢震懾到無法動彈，後來被京樂及時帶離現場才得以順利脫險。在藍染等人叛變後，七緒亦曾帶著書本，探望被藍染刺傷而住院的雛森桃。
破面篇，與浮竹和京樂進行調查時，發現藍染曾經查閱有關王鍵製作的資料典籍。大戰過後，七緒將頭髮挽起並紮在後方，還在右邊的瀏海別上片狀髮飾（動畫第366集為17個月前的模樣）。
代理死神消失篇，跟著護廷十三隊所有正副隊長灌輸各自的靈壓，協助浦原喜助製成幫助一護恢復死神力量的靈刀。
千年血戰篇，和其他副隊長討論流魂街魂魄消失事件的調查報告，待無形帝國的旗下軍隊撤退後，被京樂提拔為一番隊副隊長。其後於瀞靈廷化為冰之宮殿的時候，運用結界守護總隊長辦公室，但仍被「B」雨葛蘭·哈斯沃德逐步地將結界吸收削減並加以破解。後於猶哈巴赫前往靈王宮準備手刃靈王的期間，偕同其餘尚能作戰的正副隊長集合至浦原喜助的身邊，透過後者的協助闖入靈王宮。當春水被「X」利捷·巴羅重創後，道出自己已知曉母親和春水之間的約定，懇求春水將其斬魄刀歸還給她，透過春水的協助穩定身軀和思緒，成功利用八鏡劍的能力重創「X」利捷·巴羅。
結局，無形帝國戰役落幕十年後，七緒和沖牙源志郎以總番隊副隊長的身分，出席協助春水主持新任隊長就職典禮。
獄頤鳴鳴篇，舉行魂葬禮祭期間和其他副隊長被派往現世捕捉作為祭品的虛，迎擊來犯的地獄惡靈。
斬魄刀「聖劍・八鏡劍」（Hakkyouken）
歷代由伊勢家族守護，有著矩形刀身沒有刀刃，刀柄身共綴有三條流蘇的刀。雖然這把刀僅能用於儀式，無法斬殺人類，然而當伊勢家族成員持有此刀面對實力近乎神明般的敵人時，可運用此刀反射敵方釋放出來的力量，據稱其所散發的神聖力量，甚至足以消滅任何與之接觸的神聖之物。缺點是持刀者若於反射敵方力量的期間稍有不慎，也會被反射的力量傷到自己。七緒的母親為保護愛女不受伊勢家族的詛咒影響，將此刀交給春水保管，後來春水於千年血戰篇將其歸還給七緒。
鬼道「白斷結壁」
創造出半透明的臨時堅固結界，可於結界存在的期間完全阻斷滅卻師的力量。「白斷結壁」另有延伸變化版，以創造出由諸多六角型靈壓板組合成的半透明結界，阻斷滅卻師的力量。雖然結界的堅固程度不若「白斷結壁」，卻隱藏著反擊敵方的陷阱。
沖牙源志郎（Okikiba Genshirou）
護廷十三隊階級：一番隊第三席 → 一番隊副隊長（現任，千年血戰篇後期～）。
梳著背頭，蓄著鬍子，右邊部分頭髮呈現黑色的年邁人士。
千年血戰篇，星十字騎士團攻進屍魂界時，受山本前總隊長命令，看守一番隊的辦公室。待敵軍撤退後，與前八番隊副隊長伊勢七緒獲得繼任總隊長的京樂春水親自提拔，成為繼任一番隊副隊長。
結局，無形帝國戰役落幕十年後，七緒和沖牙源志郎以總番隊副隊長的身分，出席協助春水主持新任隊長就職典禮。
如月秦戉（Kisaragi Shin'etsu）
護廷十三隊階級：一番隊隊士（動畫原創）。

## 二番隊（隱秘機動隊）
- 隊花：翁草，象徵的精神：無欲。

有著許多隱密機動的隊士，是一個有著高戰鬥能力的實戰部隊。由於代代擔任隱密機動總司令官的四大貴族「四楓院家」當家兼任二番隊隊長，使得本與護廷十三隊獨立的隱密機動與本番隊有著密不可分的關係，而席官們大多擔任隱密機動的要職。
自從百餘年前身為時任隊長的四楓院夜一開創結合白打與瞬步的戰鬥術「瞬閧」之後，為了因應此招會讓肩膀衣料彈開的特性，遂將二番隊隊長的死霸裝上衣，設計成環頸露背的模樣。四楓院夜一離開屍魂界以後，由下級貴族蜂家出身的碎蜂接掌了隊長的職位。隊內亦存在著憧憬碎蜂的隊士組成的俱樂部。
四楓院千日（Shihōin Chika）
護廷十三隊階級：二番隊隊長（初代）。夜一的祖先。
四楓院夜一（Shihōin Yoruichi）
日本配音：雪野五月；台灣配音：馮嘉德／王瑞芹（劇場版2・緯來版）；香港配音：陳安瑩→陳琴雲（DVD版）／魏惠娥（劇場版2）
護廷十三隊階級：二番隊隊長（110年前）。
隱密機動總司令官・第一分隊「刑軍」總括軍團長・貴族四楓院家第22代當家。
碎蜂／蜂梢綾（Soi Fon／Fon Shaorin）
日本配音：川上倫子（初代，第24－186集）→桑島法子（二代，第206集起）；台灣配音：錢欣／陶敏嫻（劇場版2・緯來版）；香港配音：陳安瑩（DVD版）／鄭佩嘉、林寶怡（Animax版）／莊巧兒（劇場版2、3）
護廷十三隊階級：二番隊隊長（現任）。
生日：2月11日，身高：150公分，體重：38公斤。隱密機動總司令官・第一分隊「刑軍」總括軍團長・女性死神協會理事。髮型為江戶古髮髻，剪著齊瀏海，梳著「環鈴蛇辮」的女強人，身材嬌小，其上半身的死霸裝呈現繞頸，露出背部与腿部（動畫版為了遮住肉體，在死霸裝底下的胸部、背部、腿部貼上白色布料，破面篇過後便換成普通的長袖死霸裝；千年血战篇动画改回漫画原本造型），雙臂穿戴著黑色長袖套。喜好蜂蜜、魚、蒐集貓雜貨。
是一個以服從法規為己任和光榮的高傲女子，個性沉著冷靜、冰冷寡言，是最不容忍叛徒存在的人，認為是敵人就必須死。但內心矛盾且傲嬌，崇拜和忠於其長官夜一，渴望超越後者，若遇見夜一就性情大變。在空座町大戰17個月後性格看似較以往開朗，仍存在傲嬌的一面。與其他正副隊長不同，碎蜂使用未解放的斬魄刀時，習慣將斬魄刀反握在手上，但防禦時則另當別論。偶爾會為了戰鬥考量，撕破死霸裝的衣袖。動畫原創魂狩篇曾提到自幼受訓的緣故，因此對大部分的普通毒性傷害免疫，碰到新的毒素攻擊也能做出應對措施。本身不喜歡與番隊成員維持緊密關係，並且認為隊長與部下保持敵對關係，才是對部下的最佳訓練方式。
出生於下級貴族蜂家，為蜂家第九代六兄妹最小的妹妹，五名兄長都在執行任務時殉職。碎蜂是承接其祖母的稱號，原名為蜂梢綾，蜂家世世代代都注定要加入「刑軍」，碎蜂曾是前隱密機動總司令官以及同分隊“刑軍”總軍團長“瞬神”四楓院夜一的部下，但後來夜一因協助浦原喜助逃亡，被逐出屍魂界，碎蜂討厭夜一叛逃，破壞了在她心中聖潔的形象，但亦因為夜一離開而唏噓，一直以來都努力壓抑心中對夜一強烈的感情，現身兼二番队队长、隱密機動總司令官以及同分隊「刑軍」總軍團長三職。
屍魂界篇，初登場時是在護廷十三隊的會議上，在露琪亞處刑被救出的時候，碎蜂指派副隊長追捕黑崎一護，卻被打敗。之後夜一趁著一護救下露琪亞的空檔，將碎蜂帶離處刑台，雙方經過激烈對決後，敗給夜一的碎蜂激動道出自己對夜一的崇拜，以及對前者忽然離開屍魂界後的怨怒與唏噓，當著夜一的面前下跪痛哭。兩人之間的誤會就此冰釋。與護廷十三隊成員到達雙殛頂時，和夜一短暫牽制藍染的行動，目睹了藍染的叛逃。事後碎蜂改稱呼夜一為「夜一大人」。但也因此非常討厭和浦原喜助有關聯的人士。
破面篇，與護廷十三隊在空座町與破面軍團對戰時，以「二擊決殺」殺死了吉歐，與十刃No.2 拜勒崗展開激烈交戰，被他的「死之吹息」影響失去左臂，卍解後與有昭田缽玄聯手對付拜勒崗，後來由於中了藍染的「完全催眠」，被藍染重創。大戰過後，碎蜂接受護廷隊菁英的治療，順利治好了被老化侵蝕的左手，之後將前側瀏海留長修剪成較整齊的模樣，開始在死霸裝裡穿著黑色的高領服，還在地下監獄發生痣城劍八的逃獄事件時，將地下監獄的調查報告呈報給諸位隊長。
代理死神消失篇，跟著護廷十三隊所有正副隊長灌輸各自的靈壓，協助浦原喜助製成幫助一護恢復死神力量的靈刀。後對於一護直接稱呼她的名字感到相當不悅，甚至直言只要夜一不在一護的身邊，對方就只是個「不足為懼的傢伙」，並且對於後者欲將銀城空吾的遺體帶回現世安葬的決定感到無法接受（動畫版第366話則省略這段對話，並在事後拿浦原喜助和平子真子的畫像出氣）。
千年血戰篇，於星十字騎士團進攻屍魂界時，負責守衛瀞靈廷，為了讓大前田觀察敵軍封印卍解的方式，試圖使用卍解誘敵，反遭「K」畢傑‧奈因將之奪走。待敵軍撤退後，碎蜂因為得悉山本總隊長殉職的噩耗而感到異常悲憤，不僅激動地斥責通報朽木白哉和更木劍八因重傷無法繼續擔任隊長職務的消息的裏廷隊員，還和試圖規勸她的六車拳西發生口角衝突，被狛村左陣和京樂春水及時制止。及後於瀞靈廷化為無形帝國宮殿時，再度和「K」畢傑‧奈因展開激烈對決，經由大前田的協助，使用浦原喜助發明的「侵影藥」奪回卍解並成功擊敗對方。經過平子的協助避開「H」巴茲比的襲擊後，於友哈巴赫前往靈王宮準備手刃靈王的期間，偕同其餘尚能作戰的正副隊長集合至浦原喜助的身邊，透過後者的協助闖入靈王宮。
結局，無形帝國戰役落幕十年後，碎蜂將左側的側邊瀏海剪短，出言斥責於新任隊長就職典禮遲到的劍八、一角、弓親，險些和劍八發生肢體衝突，但被隨後到場的虎徹姊妹、春水、七緒及時制止。
獄頤鳴鳴篇，和其他隊長參加已故隊長的魂葬禮祭儀式。
作者在附錄特典集賦予碎蜂的關鍵詞為「蜂」。
斬魄刀『雀蜂』（Suzumebachi）
聲優：辻步美（日本）；馮嘉德（台灣）
解放語「盡敵螯殺、雀蜂!」
解放前的狀態比其他斬魄刀較短，在中指上形成一個尖锐的指套針，和一个包覆住右手的护臂，颜色黑黃相間，有一条细锁链连接指套和护臂。
始解技（Nigeki Kessatsu）
也就是二擊必殺，對目標戳一次就會留下一個叫「蜂紋華」（Homonka）的花紋，這個花紋再被碎蜂戳一次的話，目標就必死無疑。二擊必殺非常便利，對於靈壓和碎蜂相等、略低或略高的人來說有奇效，能配合碎蜂的超高速來秒杀敌人，但對於靈壓遠遠超過碎蜂的敵人來說無效，例如藍染惣右介就能完防这招。
卍解『雀蜂雷公鞭』（Jakuhou Raikouben）
碎蜂的最強招式，威力大如核彈，是一個覆蓋全右手的巨大火箭炮，有瞄準鏡協助使用者在超遠距離攻擊。因為過於沉重，會讓碎蜂引以為傲的敏捷度大幅降低；攻擊後的爆炸太過顯眼，讓使用者難以隱藏；發射核彈的後坐力太大，碎蜂還得用“銀條反”把自己和高大的建築物綁在一起，防止自己被核彈噴出的暴風颳走。碎蜂認為這個卍解嚴重違反了隱秘機動的“暗殺原則”，所以不到萬不得已就堅持不用。炮彈的發射極限為三天一發，第一發的威力最大，但碎蜂在破面篇為了對抗破面2刃的拜勒岡，破例在一天內使用兩次，第二次威力明顯減弱，不過還是能把擁有老化能力的拜勒崗打到半身殘缺。在和拜勒崗對戰前，知道這個卍解的人只有浦原喜助、大前田與有昭田缽玄三人而已，連碎蜂深愛的夜一都不知道，但在空座町大戰之後已經人盡皆知。
特殊技“瞬閧”
「白打」與「鬼道」融合的戰鬥術，用同質同量的鬼道反彈給敵人，讓敵人疲於防禦而無法战斗，在趁機用碎蜂擅長的白打給予攻擊。使用者的背和两肩会被高浓度压缩的鬼道包裹，造成衣服爆裂，這也解釋了為什麼碎蜂的邢軍軍長的死霸裝在兩肩和背部沒有布的原因。
“無窮瞬閧”
第二部劇情增加的招式，為普通瞬閧的強化版，屬性為“風”。此招能讓碎蜂在速度上大幅增強，但防御力較弱，且沒有時間和體力限制，因為能無數次使用，故名“無窮瞬閧”。碎蜂經過和夜一的對戰，已經學會了如何使用瞬閧；又因為卍解被「K」畢傑·奈因奪走，所以特地研發出了有別於夜一版本的瞬閧，把原本瞬閧的持續時間練到了無限。施展此招時，碎蜂會把靈壓像龍捲風一樣盤旋在兩臂週圍，接著再迅速地移至目標的面前，攔截下對方的一切物理攻擊，當目標接觸到無窮瞬閧的氣流時，就會被龍捲風甩出幾十里遠。如果用這招還打不過敵人的話，也可以利用無窮瞬閧的敏捷性，在敵人不注意時放出雀蜂雷公鞭進行無差別轟炸，用無窮瞬閧補足卍解的慢速；例如「星十字團的K」就這樣，虽然用機械刀破了無窮瞬閧的防禦，但碎蜂很快就用雀蜂雷公鞭將K炸毀。
普通技
碎蜂的普通技均為“白打”型的，全部能配合始解和高速進行攻擊。
“吊柿”
針對敵人使出的拳頭或是踢擊，以手腳為攻擊主軸的技巧稱之。
“風車”
利用旋轉一次落下的力量，由腳間進行踢擊。
“瀧鯉”
利用手腳擋住對手的踢擊，讓對方失去平衡，造成心臟等要害毫無防備的招式。碎蜂曾於屍魂界拯救篇運用此技抵抗夜一的攻勢。
“竹蜻蜓”
將對手扔出去，使其旋轉頭部著地的招式。
鬼道
碎蜂唯一展現過的鬼島是縛道，也能配合著始解使用。
縛道之三十·嘴突三閃
将鬼道凝聚为黄色尖牙状，以倒三角形状投向敵人，刺入敌人的雙手和腰部使其不能动弹。
大前田希之進（Ōmaeda Marenoshin）
日本配音：樫井笙人
護廷十三隊階級：二番隊副隊長（110年前）。
生日：5月5日，身高：210cm，體重：151kg。隱密機動第二分隊「警邏隊」隊長。大前田希千代之父。久保言其「能力在希千代之上」，從「鎖條鎖縛」到「斷空」都能捨棄詠唱。在公式本過去篇的彩頁正式登場為二番隊副隊長時，留著褐色飛機頭，容貌與大前田相仿；但在公式集PLUS以及動畫版第144話黃金圖鑑登場時，則是留著捲髮，臉型渾圓，戴著墨鏡且身材發福的模樣。
大前田希千代（Ōmaeda Marechiyo）
日本配音：樫井笙人；台灣配音：劉傑→于正昇／李世揚（劇場版2・緯來版）；香港配音：劉文光→陳冠宏（DVD版）／李建良（Animax版）／陳健豪（劇場版2）、鄧肇基（劇場版3）
護廷十三隊階級：二番隊副隊長（現任）。
生日：5月5日，身高：210公分，體重：151公斤。隱密機動第二分隊「警邏隊」隊長・男性死神協會理事・「大前田寶石」貴金屬工廠老闆。全名「大前田 日光太郎 右衛門 美 菖蒲介 希千代」。留著丁髷，臉型寬闊，佩戴金鍊條與自己親手打造的黃金手鐲，其死霸裝綴有紫色的立領，常抱着油煎饼。家境相當富有，二番隊的隊舍正是由他出資裝潢，碎蜂曾評價大前田「只會考量食物與金錢，以及老家生意如何的傢伙」。在戰鬥中經常有躲避戰鬥的舉止，但往往付諸行動之前，就被碎蜂察覺並及時給予毆打與訓斥。雖然經常抱怨連連，但仍對隊長極其忠心。喜好油煎餅、肉類、製作黃金手鐲。
其父親大前田希之進在110年前是二番隊副隊長，雖然大前田一家代代都有加入隱密機動隊的才能，但其父親希之進的能力是在希千代之上 。相當疼愛妹妹希代，但也非常害怕希代當著他的面前哭泣，故只要希代露出快要哭出來的表情，就會極力地滿足對方的需求。
屍魂界篇，被黑崎一護徒手粉碎了他的始解「五形頭」。
破面篇，在空座町作戰時，與破面·No.27 尼爾格展開激烈交戰，一度以誘敵戰術趁隙將他擊昏，受碎蜂指令，斬斷了碎蜂遭受「死之吹息」侵蝕的左臂。大戰結束後，大前田將附在死霸裝的立領，換成荷葉般的短衣領。
代理死神消失篇，跟著護廷十三隊所有正副隊長灌輸各自的靈壓，協助浦原喜助製成幫助一護恢復死神力量的靈刀。
千年血戰篇，星十字騎士團進攻屍魂界時，負責守衛瀞靈廷，協助碎蜂對抗「K」畢傑·奈因，並於敵軍撤退後抽空返家休息。及後在瀞靈廷化為無形帝國宮殿時，再度挺身抵抗「K」畢傑·奈因，親眼目擊希代遭後者刺穿身軀（动画改为替希代挡下刺穿攻击），遂將浦原喜助發明的「侵影藥」傳遞給碎蜂使其奪回卍解，協助後者穩固卍解「雀蜂雷公鞭」的砲身，成功命中並擊敗對方。事後準備背負碎蜂和希代離開現場時，和平子真子及雛森桃會合，但隨即遭遇「H」巴茲比的攔截和奇襲。經過平子的協助避開「H」巴茲比的襲擊後，於友哈巴赫前往靈王宮準備手刃靈王的期間，偕同其餘尚能作戰的正副隊長集合至浦原喜助的身邊，透過後者的協助闖入靈王宮。
獄頤鳴鳴篇，舉行魂葬禮祭期間和其他副隊長被派往現世捕捉作為祭品的虛，迎擊來犯的地獄惡靈。
斬魄刀『五形頭』（Gegetsuburi）
聲優：樫井笙人（日本）；曹冀魯（台灣）
解放語「擊碎他、五形頭!」。
解放後會變成流星槌（第一次解放的五形頭和破面篇時的五形頭樣子有些許不同）。
浦原喜助（Urahara Kisuke）
護廷十三隊階級：二番隊第三席 → 十二番隊隊長（110年前） → 浦原商店店長（現在）。

## 三番隊（支援隊）
- 隊花：金盞花，象徵的精神：絕望。

在三番隊隊舍裡，有前任隊長的市丸銀種植的柿子樹。銀在任隊長的時期，經常趁著柿子成熟時親手製作許多乾柿子，並委託副隊長吉良井鶴將乾柿子分送給其他番隊。市丸銀在任時有許多因其惡作劇及壞心眼受害的隊士。市丸銀離開屍魂界後，由吉良井鶴負責管理三番隊的內務。。空座町大戰過後，由曾任三番隊隊長的鳳橋樓十郎接任隊長職位。在動畫版原創章節裡，天貝繡助曾一度填補三番隊隊長職缺。
嚴原金勒（Izuhara Kinroku）
護廷十三隊階級：三番隊隊長（初代）。
鳳橋樓十郎（Otoribashi Rojuro）
日本配音：樫井笙人；台灣配音：林谷珍；香港配音：葉偉麟（DVD版）／黎景全（Animax版）
護廷十三隊階級：席官（200年前） → 三番隊隊長（112年前） → 假面軍勢成員（破面篇） → 三番隊隊長（現任，代理死神消失篇～）。
生日：3月17日，身高：187公分，體重：73公斤。金色波浪型長髮（110年前留著側分瀏海，並在接近髮尾末梢處綁成小束），八字眉，紫色雙眼，打扮像中世纪绅士大叔的日語英語混用男。被假面軍勢成員稱為羅茲。喜穿波浪领衣服，有自己的一套獨特美學，將自己的招式視為「藝術」，甚至還堅稱從瓦礫堆爬起來也有一套美學。喜愛漫畫和北歐重金屬搖滾樂，擅長演奏小提琴和吉他，有時還會彈奏自己創作的樂曲，討厭類似魔法般摸不著邊際的事物，但是被羅武形容自己的招式像魔法時，又會反駁藝術和魔法是看似相近但實則相異的東西。同時也是假面軍勢的成員裡最資淺的時任隊長。戰鬥時手中會操縱以靈力形成的鋼琴線壓縮敵人（樓十郎曾於空座町戰用此招壓縮基力安）。
112年前，樓十郎接替退休的三番隊隊長，成為繼任隊長。在他剛進入三番隊時較為怯聲怯氣，加上時任副隊長射場千鐵（射場鐵左衛門之母）嚴禁樓十郎在公事未完成時演奏小提琴，還不時對於樓十郎的被動狀態給予肢體教訓，為此樓十郎在改造隊舍時將小提琴藏在隊舍角落。其後因為接獲六車拳西、久南白、猿柿日世里失去消息的報告，隨同平子等人趕到現場調查，反而落入藍染的陷阱觸發虛化，因而和平子等人來到現世，成為假面軍勢的成員。
破面篇，與假面軍勢在空座町作戰，和羅武與破面NO.1柯雅泰展開激烈交戰，後與藍染交戰時受到重創。
大戰過後，樓十郎與其他假面軍勢成員接受了救護班的治療。之後樓十郎將頭髮梳成較俐落的模樣，左髮撥到耳朵後方，回到屍魂界擔任三番隊隊長，並開始在穿著死霸裝時，穿著波浪領的襯衣與波紋狀的腰帶。他對身為副官的吉良井鶴極為賞識，更提到只要待在吉良的身邊，靈感就會不停的被激發出來。戰後1年5個月的期間，樓十郎和其他隊長獲知第八代劍八痣城劍八逃獄的消息，還特地取出自己珍藏多年的小提琴演奏樂曲，給三番隊的諸多隊士聆聽，並承續了銀在任隊長時經常製作柿子乾的習慣，讓三番隊得以重新往好的方向發展起來。
代理死神消失篇，與其他護廷十三隊成員以及其他死神利用自己的靈壓，協助浦原喜助製作幫助一護恢復死神力量的靈刀。
千年血戰篇，在星十字騎士團進攻屍魂界時，獲悉三番隊的諸多成員在這場戰爭犧牲的消息，為了表達對部下的哀悼，憤而解放斬魄刀對抗「U」納納納·納賈庫普而身受重傷。及後於瀞靈廷化為冰之宮殿的時候，和六車拳西聯手對抗「S」馬斯科·多·馬斯庫林，攔腰劈斷跟隨「S」馬斯科·多·馬斯庫林的小僮詹姆斯的身軀，施展卍解欲解決敵方，反遭後者掌握卍解的破綻，被「S」馬斯科·多·馬斯庫林發射的光波貫穿身軀而重傷倒地。事後拳西和樓十郎被虎徹勇音安置於結界裡接受治療，但由於勇音和八千流在對抗「V」葛納爾·托謬的時候疏於防備，被趁機潛入結界展開突襲的「V」葛雷密·托謬殺死。後被「Z」吉賽爾·茱艾兒施展能力變成殭屍，受其操控對抗十二番隊隊長涅繭利，反而被涅繭利注射反殭屍化的藥劑，令身體產生異變成為涅繭利的傀儡，轉向對付「L」佩佩·瓦卡布拉達。
結局，無形帝國戰役落幕後，樓十郎順利恢復正常狀態，十年後偕同其餘正副隊長出席新任隊長就職典禮。
獄頤鳴鳴篇，和其他隊長舉行已故隊長們的魂葬禮祭。
特殊技「虛化」
不需要依賴斬魄刀就能釋放的招式，其虛化面具呈現尖銳的鷹嘴狀，能提升數倍攻擊力。
斬魄刀『金沙羅』（Kinshara）
解放語「彈奏吧，金沙羅」
一條頭部為一朵金花的金色長鞭，能夠揮舞進行斬擊或是鞭擊，也能夠讓前端的金花貫穿對手。同時此斬魄刀也能夠像鞭子一樣自由伸長，因此攻擊距離很廣泛。
始解技「Argüello」
利用斬魄刀演奏出類似於旋律的靈力鋼琴線，藉此控制大虛朝自己接近，等對方靠近後再讓絲線凝聚，將目標壓縮並破壞。
Argüello這招沒有官方的中文譯名，它的原意是一種帶刺的黃色野草，也可以用來指代消瘦的、健康不良的男子，非常貼合鳳橋樓十郎和其斬魄刀金沙羅的形象。
始解技：「金沙羅奏曲第十一號-十六夜薔薇」（Kinshara Sōkyoku Dai Jūichiban - Izayoi Bara）
能把金沙羅猶如陀螺般揮舞起來，形成大範圍的盤形狀空間。當長鞭纏住對手時，可在此時撥彈長鞭，藉此從長鞭釋放出自身傳遞給長鞭的靈力，產生出靈力震波粉碎對手。
卍解『金沙羅舞蹈團』（Kinshara Butoudan）
施展卍解後，金沙羅的刀身變成持在手裡的輕便指揮棒，並讓原本始解的長鞭狀刀身不斷的伸長，讓這些鞭子重複旋轉纏繞，藉此創造出多名頭部長著金花，全身皆由長鞭所構成的舞者，而手持指揮棒的兩隻長鞭巨手從樓十郎背後的黑影浮現出來。此狀態的樓十郎可藉著揮動指揮棒，操控舞者的動作，對敵人發動幻術攻擊，亦能演奏樂曲迷惑敵人的心智形成幻覺。即便摀住耳朵，也無法阻絕樂曲傳進耳裡。只要敵人被樓十郎演奏的樂曲迷惑心靈，身體最終將會被灼燒殆盡。缺點是只要敵人失去聽覺，樓十郎演奏的樂曲便無法發揮迷惑敵人的作用。
卍解技「海流」（Sea Drift）
樓十郎揮舞手裡的指揮棒，令舞者們環繞在敵人的身旁表演舞蹈，創造出強勢的漩渦水流困住敵人的行動。實際上為樓十郎操控舞者，讓對手看見漩渦水流的幻覺。
卍解技「火山使者」（Prometeus）
樓十郎揮舞手裡的指揮棒，令舞者們舉起雙手並從掌間形成火焰，最終舞者們將火焰積蓄於掌中合力攻擊敵人，對敵人造成燒傷。實際上為樓十郎操控舞者，讓對手看見火焰的幻覺。
卍解技「英雄生涯」（Ein Heldenleben）
樓十郎揮舞手裡的指揮棒，演奏迷惑人心的樂章，讓聽到此音樂的目標斷氣，但詳細情況不明。原本樓十郎欲使用此技解決「S」馬斯科·多·馬斯庫林，但是敵方反而自行破壞鼓膜並反擊樓十郎，令樓十郎在此招無法奏效和來不及反應的情況下遭敵方擊潰。
市丸銀（Ichimaru Gin）
日本配音：遊佐浩二；台灣配音：劉傑→于正昇；香港配音：何偉誠→蔡忠衛→李建良（DVD版）／陳振聲（Animax版）
護廷十三隊階級：三番隊隊長（屍魂界篇） → 虛圈幹部（破面篇）。
天貝繡助（Amagai Shūsuke）
日本配音：堀內賢雄；台灣配音：李香生；香港配音：黎景全
護廷十三隊階級：三番隊隊長（動畫原創，破面篇）。
射場千鐵（Iba Chikane）
護廷十三隊階級：三番隊副隊長（110年前）。
生日：9月14日，身高：160cm，體重：47kg。射場鐵左衛門的母親。長相、性格類似「極道之妻」。
吉良井鶴（Kira Izuru）
日本配音：櫻井孝宏；台灣配音：林谷珍／何志威（劇場版2・緯來版）；香港配音：蔡忠衛、陳旭明〈代配〉（DVD版）／李建良→陳振聲（Animax版）／張振聲（劇場版2）
護廷十三隊階級：五番隊隊士 → 四番隊隊士 → 三番隊副隊長（現任）。
生日：3月27日，身高：173公分，體重：56公斤。男性死神協會理事・瀞靈廷通信集專欄作者。頭髮金黃色，左側面被頭髮覆蓋，藍色雙眼。擅長鬼道。和前隊長市丸銀是屍魂界裡少數名字以片假名表示的角色。喜好凍粉。討厭乾柿子，只要一嚐到乾柿子就會腹瀉。和松本亂菊是酒友，酒醉後會做出失序的行為。擅長翻花繩和寫俳句，甚至還出版了兩本俳句集，也因此和同樣身為瀞靈廷作家兼前輩的九番隊副隊長檜佐木修兵十分要好，偶爾還會到真央靈術院擔任特別講師。
出身良好，但雙親早逝。距今約五十年前，往瀞靈廷路上與目的地相同的阿散井戀次及露琪亞偶遇（漫畫原著為遇見寄宿在自家墓地的戀次與露琪亞；動畫版則是在真央靈術院認識彼此），一同入讀死神統學院。井鶴的入學試成績名列前茅，與阿散井戀次及雛森桃被安排在第一精英班，畢業後被藍染惣右介相中其才能、提拔進入五番隊，繼而成為市丸銀的部下。學生時期喜歡雛森桃，常被戀次拿來作笑柄，現在的感情則未知。
屍魂界篇，非常信賴並忠於隊長而被利用，於屍魂界拯救篇為市丸銀擋下雛森的攻擊，逃獄後目睹市丸銀和日番谷冬獅郎之間的決鬥，還因此遭受波及。在市丸銀叛變前往虛圈後，負責管理三番隊相關事務。
破面篇，與護廷十三隊在空座町與破面軍團對戰時，與破面阿比拉瑪展開激烈交戰，成功殺死他，對綾瀨川弓親使用穿點麻醉，用結界保護嚴重受創的松本亂菊、雛森桃、檜佐木修兵與射場鐵左衛門，對他們施予治療，由於中了藍染的「完全催眠」，被藍染重創。大戰過後，井鶴和亂菊相約喝酒時聊到市丸銀的遭遇，感嘆之餘亦決定要努力活下去，以作為讓銀留在他們身邊的唯一方式。之後井鶴將頭髮稍微修短，露出被瀏海遮住的左眼，神情與性格也變得較為冷靜沉著（動畫版第366集還是17個月前的模樣）。
代理死神消失篇，跟著護廷十三隊所有正副隊長灌輸各自的靈壓，協助浦原喜助製成幫助一護恢復死神力量的靈刀。
千年血戰篇，和其他副隊長討論流魂街異常跡象的調查報告，對涅繭利有意隱瞞幕後真相一事提出質疑，並於星十字騎士團進攻屍魂界時負責守衛瀞靈廷，反遭「H」巴茲比重創倒地，傷重身亡。之後出面迎戰墜落至瀞靈廷並大肆破壞的「X」利捷·巴羅。在公式本附錄小說說明，他被涅繭利使用周遭已故席官的靈魂強化改造而重生，並用斬魄刀的能力擊敗夏茲·多米諾，為遭襲擊的中央四十六室成員阿萬門娜由拉解危。
結局，無形帝國戰爭落幕十二年後，吉良開始兼任邊境警衛。
獄頤鳴鳴篇，舉行魂葬禮祭期間和其他副隊長被派往現世捕捉作為祭品的虛，迎擊來犯的地獄惡靈。
在日本地區第四回BLEACH人氣投票中獲得第九名，與雛森桃是少數入前十名的副隊長之一。
作者在附錄特典集賦予井鶴的關鍵詞為「絕」。
斬魄刀『侘助』（Wabisuke）
聲優：櫻井孝宏（日本）；吳文民（台灣）
解放語「抬起你的頭、侘助!」
解放會化作一把有兩個直角所成奇形刀（7字型），能將砍中之物加的重量倍增、中第二次再加倍，最後敵人會因為累積攻擊，承受不住自身的重量而倒下，再以刀將首級取下，就像是把頭伸出來道歉一樣才被稱做『侘助』，被稱為這是最能代表三番隊的斬魄刀，刻意保密這一能力，知悉者僅有市丸銀，同期的阿散井戀次與雛森桃，以及曾經與吉良短暫交鋒的松本亂菊，缺點是只要對方將砍中之物放開便無法產生作用。根據作者在個人推特的補充說明，『侘助』的刀名正是取自某種同名的樁花，作為斬魄刀的靈感創作來源。
鬼道
吉良的鬼道能力非常多樣且平衡，無論是破道、縛道還是回道都有中上的水平。吉良擅長先恢復該對象的內部靈壓，結合施術者施與的外部靈壓，以達到治療傷勢與恢復靈壓的效果。
破道之三十一「赤火砲」
向對手放出火塊。
破道之五十八「天嵐」
放出龍捲風襲擊對手。
縛道之三十七「吊星」
以靈力製作吊網，接住對方。
縛道之三十九「圓閘扇」
橢圓形的防禦用鬼道。
縛道七十三「倒山晶」
以靈力製造出倒四角錐型的醫療間。
貴船理（Kibune Makoto）
日本配音：綠川光；台灣配音：吳文民；香港配音：陳旭恆
前護廷十三隊三番隊第三席官（動畫原創，破面篇）。
戶隱李空（Togakushi Rikuu）
日本配音：石川界人；台灣配音：張敦喻
護廷十三隊階級：三番隊第三席官（～千年血戰篇初期）。
綁著一束辮子，梳着背頭，單眼皮男子。千年血戰篇，星十字騎士團攻進屍魂界時，解放斬魄刀迎擊「H」巴茲比，在驚訝同伴被解決時，反被對方瞬間重創爆頭而身亡。
斬魄刀『春塵』（Shunjin）
解放語「揚卷吧、春塵!」。解放後為一把與身高等長的巨型鐮刀。
吾里武綱（Gori Taketsuna）
日本配音：最上嗣生；台灣配音：曹冀魯
護廷十三隊階級：三番隊第五席官（～千年血戰篇初期）。
配戴頭盔與反光眼鏡，下顎蓄著鬍鬚的男子。千年血戰篇，星十字騎士團攻進屍魂界時，解放斬魄刀迎擊「H」巴茲比，被對方瞬間壓住頭部重擊地面而身亡。
斬魄刀『虎鳴笛』（Mogaribue）
解放語「吹鳴吧、虎鳴笛!」 。解放後為一把短刀，矩形刀身鑲有幾枚小洞。
片倉飛鳥（Katakura Asuka）
日本配音：古川慎；台灣配音：于正昇
護廷十三隊階級：第六席官（～千年血戰篇初期）。
留著側分短髮，說話毒舌的男子。千年血戰篇，在星十字騎士團攻進屍魂界時，解放斬魄刀迎擊「H」巴茲比，被對方瞬間壓住頭部重擊地面而身亡。
斬魄刀『片陰』（Katakage）
解放語「消弭吧、片陰!」。解放後為一把刀身中空的短劍。

## 四番隊（醫療救護隊）
- 隊花：龍膽，象徵的精神：喜歡悲傷的你。

四番隊為補給、救護的專門部隊（有著十四個班的大集團），能強制將靈力轉換成治癒能力的死神編入此隊的可能性相當高。
所屬隊員因為不在前線作戰，平均戰鬥力較低，通常只隨身攜帶基本補給（每一個人都被給予特製的滋養強壯劑），因此其他部隊（特別是十一番隊）時常愚弄四番隊士，並使喚他們執行各項雜務；而隊長卯之花烈則是四番隊讓人唯一感覺恐怖的存在。四番隊同時也負責修補其他死神在戰鬥中受損的死霸裝。在醫護所擔任護士的女性隊員，則會穿上粉色的和式護士裝。以前每個月卯之花會開設一次插花教室。
千年血戰篇中，卯之花烈為了讓十一番隊隊長更木劍八恢復昔日的戰鬥實力，於地下監獄最底層和劍八展開對決，葬身後者的刀下。勇音接替卯之花成為繼任隊長，勇音的妹妹清音則成為繼任副隊長。
志島知霧（Shijima Chigiri）
護廷十三隊階級：四番隊隊長（初代）。
卯之花烈／卯之花八千流（Unohana Retsu／Unohana Yachiru）
日本配音：久川綾；台灣配音：馮嘉德／王瑞芹（劇場版2・緯來版）；香港配音：劉惠雲→陳琴雲（DVD版）／林小寶（Animax版）／鄧潔麗（劇場版2、3）
護廷十三隊階級：十一番隊隊長（初代） → 四番隊隊長（110年前～千年血戰篇初期）。
虎徹勇音（Kotetsu Isane）
日本配音：尤加奈；台灣配音：錢欣／陶敏嫻（劇場版2・緯來版）；香港配音：陳安瑩（DVD版）／莊巧兒→賴芸芬（Animax版）／魏惠娥（劇場版2）
護廷十三隊階級：四番隊副隊長（屍魂界篇～千年血戰篇） → 四番隊隊長（結局）。
生日：8月2日，身高：187公分，體重：70公斤。女性死神協會理事。淺紫色短髮，梳著幾條細髮辮，配戴成對的紅色條狀耳飾，有著女性死神之中較為修長的身材，優雅男士風的體格與容貌。與隊長卯之花一樣不常出現在最前線，崇拜隊長，是十三番隊第三席之一 - 虎徹清音的姐姐。性格優柔寡斷，因為不希望自己再長高，所以開始以粥作為主食，結果卻適得其反。擅長裁縫，喜好粥、插花，討厭魚糕，就連夢見魚糕也會被驚醒。
屍魂界篇，曾被一護徒手擊倒，也曾使用捕捉系鬼道「摑趾追雀」及傳達系鬼道「天挺空羅」向各死神傳達藍染叛變的消息。在官方小說的記載中，勇音於藍染叛變事件結束後，特別允許石田雨龍利用番隊裡的裁縫機，製作回到現世的衣裝，還特別委託雨龍為她縫製兩件洋裝。
破面篇，與花太郎跟著卯之花烈抵達虛圈，先後協助治癒茶渡泰虎與朽木露琪亞，受命支援朽木白哉，戰後跟著其他抵達虛圈作戰的護廷十三隊成員離開虛圈，與眾人會合。
代理死神消失篇，跟著護廷十三隊所有正副隊長灌輸各自的靈壓，協助浦原喜助製成幫助一護恢復死神力量的靈刀。
千年血戰篇，星十字騎士團進攻屍魂界時，遵守山本總隊長的命令，與其他四番隊成員留在綜合救護診所。待敵軍撤退後，勇音在卯之花和劍八決鬥的期間，閱讀前者留給她的書信而當場落淚。及後於瀞靈廷化為冰之宮殿的時候，負責治療身受重傷的六車拳西和鳳橋樓十郎，委託草鹿八千流取來供給病患的軟墊和藥物，遭遇「V」葛納爾·李和「V」葛雷密·托謬的襲擊，透過劍八的轉述得悉卯之花身故的消息。偕同花太郎和浮竹為身受重傷的一角、弓親、修兵治療。
結局，無形帝國戰役落幕十年後，勇音將髮型改成覆蓋額頭的齊瀏海短髮，接替身故的卯之花烈成為繼任四番隊隊長。在獄頤鳴鳴篇和其他隊長舉行已故隊長們的魂葬禮祭。
斬魄刀『凍雲』（Itegumo）
解放語「奔馳吧、凍雲!」
封印時有著雪之結晶模樣的護把；解放時共有三把刀身，能力不明，但是按名字及形狀可見是冰雪系的斬魄刀。
鬼道
勇音的鬼道技能平均，以縛道最為強大，能輕鬆使用70級以上的鬼道而不累。
回道
先恢復該對象的內部靈壓，結合施術者施與的外部靈壓，以達到治療傷勢與恢復靈壓的效果。
破道之一·衝
從指尖放出微弱的衝擊。
縛道之五十八·摑趾追雀
感受對方的靈壓，追蹤目標的所在位置。
縛道之七十七·天挺空羅
高級縛道，張開靈壓作網狀搜索，對周圍對象的位置傳達訊息，對象外的人也能感受到靈壓的震動，但不能竊聽。
山田清之介（Yamada Seinosuke）
聲優：立花慎之介
護廷十三隊階級：四番隊副隊長（110年前） → 蛆蟲巢管理者（真央釋藥院總代院長）
生日：12月31日，身高：170公分，體重：56公斤。山田花太郎之兄。個性較為陰沉，但是相當尊敬卯之花烈和關心弟弟花太郎，只要卯之花烈所說的事務，一定會徹底執行。，同時也是名鬼道高手。以除籍退位的方式調任蛆蟲巢管理者後，仍關心著護廷十三隊和花太郎的動態，曾經告誡花太郎莫過於牽涉瀞靈廷的事件。
在官方小說『Can't Fear Your Own World』中為綱彌代時灘的部下兼產絹彥彌的製造者之一，後被京樂春水誘導說出產絹彥彌的真相，對於京樂讓卯之花作為提升更木劍八力量的犧牲品感到憤恨，但亦對卯之花自願參與此事感到無奈。
虎徹清音（Kotetsu Kiyone）
日本配音：西村千奈美；台灣配音：馮嘉德；香港配音：劉惠雲→陳琴雲（DVD版）
護廷十三隊階級：十三番隊第三席官・副隊長代理 → 四番隊副隊長。
生日：9月22日，身高：154公分，體重：43公斤。女性死神協會理事。留著黃色短髮，藍色雙眼，死霸裝內穿著白色襯衫的女性。四番隊副隊長 虎徹勇音的妹妹，常與小椿仙太郎一同出現，喜歡浮竹隊長，常常在其身邊。和小椿仙太郎經常為了「誰比較尊敬浮竹隊長」起口角。過去還曾經在醉酒時，調侃露琪亞對時任副隊長志波海燕抱持好感一事。
屍魂界篇，曾在雙亟被二番隊隊長碎蜂壓制在地險些窒息，後因為四楓院夜一將碎蜂帶離現場才脫險。
破面篇，空座町大戰後，與仙太郎和浮竹在門外聽到山本總隊長大聲責備白哉、劍八、京樂。
代理死神消失篇，跟著護廷十三隊所有正副隊長運用自己的靈壓，協助浦原喜助製成協助一護恢復死神力量的靈刀，並陪同仙太郎對浮竹通報黑崎一護戰勝初代代理死神銀城空吾的消息。
千年血戰篇，在星十字騎士團進攻屍魂界時，負責守衛瀞靈廷。
結局，無形帝國戰役落幕十年後，清音升遷為四番隊副隊長，被調往四番隊輔佐成為繼任隊長的姊姊勇音。
獄頤鳴鳴篇，舉行魂葬禮祭期間和其他副隊長被派往現世捕捉作為祭品的虛，迎擊來犯的地獄惡靈，被敵方從後方貫穿腹部重傷。
伊江村八十千和（Iemura Yasochika）
護廷十三隊階級：四番隊第三席官 → 七番隊副隊長（結局） → 不明（獄頤鳴鳴篇）。
詳參護廷十三隊#七番隊（內廷護衞隊）。
山田花太郎（Yamada Hanatarou）
日本配音：宮田幸季；台灣配音：馮嘉德、楊凱凱（劇場版3）；香港配音：未知→陳冠宏（DVD版）／陳振聲（Animax版）／陳健豪（劇場版3）
護廷十三隊階級：四番隊第七席官 → 四番隊第三席官（結局）。
生日：4月1日，身高：153公分，體重：45公斤。第十四上級救護班班長。眉部與眼角下垂，性情溫文怯弱，會使用鬼道進行治癒，身上隨時攜帶著提神藥劑（實為學長們為了作弄花太郎，刻意在裡面包裹著麵粉的膠囊），兼負雜務之職，清楚認識瀞靈廷內地下管道。他的兄長山田清之介，是110年前的四番隊副隊長。
屍魂界篇，在打掃懺罪宮時從朽木露琪亞口中得知黑崎一護的存在，後來偶然間遇上一護和志波岩鷲，被岩鷲順勢挾持做為人質，並且在獲悉一護等人闖進瀞靈廷的用意後，決意幫助救出露琪亞。在漫畫之中，花太郎曾以一護身上攜帶的虛化面具「過於不吉利」為由，直接將對方的虛化面具拋棄在排水溝裡（後來虛化面具自行回到一護的身上），並且在六番隊長朽木白哉擊敗阿散井戀次沒多久，接受六番隊隊員利吉之託而治癒戀次（動畫版由卯之花烈先行治療戀次，之後花太郎再繼續對戀次治療）。
破面篇，與勇音跟著卯之花烈抵達虛圈，欲前往治療露琪亞，但被當時受到十刃NO.7佐馬利能力操縱的露琪亞砍傷，戰後跟著其他抵達虛圈作戰的護廷十三隊成員離開虛圈，與眾人會合。
代理死神消失篇，跟著護廷十三隊所有正副隊長灌輸各自的靈壓，協助浦原喜助製成幫助一護恢復死神力量的靈刀。
千年血戰篇，星十字騎士團進攻屍魂界時，遵守山本總隊長的命令，與其他四番隊成員留在綜合救護診所，並於敵軍撤退後協助救護班執行治療傷患的工作。卯之花烈身故後，被提拔為第三席官，偕同勇音和浮竹為身受重傷的一角、弓親、修兵治療。官方小說「Can't Fear Your Own World」中補述戰後接受修兵的採訪，還原無形帝國戰役的相關細節，引薦修兵會晤兄長清之介。
在日本地區第二回BLEACH人氣排行榜中，排行第七名，與露琪亞是進入人氣排行榜的非正副隊長級人選。
斬魄刀『瓠丸』（Hisagomaru）
解放語「滿载吧、瓠丸!」
斬向對方的傷口時，能吸收損傷，治癒對方。當吸收的損傷到達一定量時，會變成手術刀型的『朱色瓠丸』（Akeiro Hisagomaru），能將吸收的損傷全部向敵人放出，滿載的攻擊能一擊打倒一頭大虛。當吸收的損傷未到達一定量時，才須要唸出解放語始解，但是給予對方的損傷也會相對地少。
荻堂春信（Ogidou Harunobu）
日本配音：平川大輔
護廷十三隊階級：四番隊第八席官。
生日：4月14日，身高：175公分，體重：60公斤。第一上級救護班副班長。男性死神協會理事。
僅於屍魂界拯救篇短暫露面，在陪同其他救護班成員治療傷患的時候，無意間道出伊江村八十千和想要藉著自身權職之便搭上井上織姬的話語，被惱怒的伊江村催促至別處進行支援工作。由於個性直爽加上很有風度的緣故，因此在其他番隊的女隊員之間也很受歡迎。
青鹿
護廷十三隊階級：四番隊隊士。
五十多年前就讀真央靈術院，與檜佐木修兵為同屆的學生。個頭壯碩的飛機頭男子。為了替被特大虛殺害的同屆女學生蟹澤報仇，衝動的上前迎擊對方，被虛重創成傷。在公式書附錄漫畫則透露其因為當年的事件不願再參與激烈戰鬥，故而選擇成爲護廷十三隊四番隊成員，下顎亦因為當年的事件留下傷疤，此後亦定期至蟹澤的墳前祭拜對方。後來修兵抵達蟹澤的墳前致意時，出言勉勵修兵，提及蟹澤實對修兵抱有好感一事，並表示「要是修兵死去的話，蟹澤會感到寂寞的」。
蟹澤
護廷十三隊階級：四番隊隊士。
五十多年前就讀真央靈術院，與檜佐木修兵為同屆的學生。綁著單束髮辮，蓄著及肩長髮的少女。隨同後輩前往現世進行魂葬實習的課程時，遭遇藍染改造的特大虛襲擊，遭虛以利爪從右側方貫穿身軀，失血過多致死。在公式書《Bleach 13 Blade》附錄漫畫則透過青鹿的口述，揭露其實於學生時期便對修兵抱有好感，但直至其身故為止，仍未能親自向修兵告白她的心意。

## 五番隊（救援隊）
有著平穩氣息的隊風，隊員關係良好且有著高戰鬥能力為本隊特徵，阿散井戀次、市丸銀、藍染惣右介曾隸屬此番隊。藍染處理隊務的時期，曾親自改革該番隊的隊制，讓隊員得以蒙受較好的待遇。在其擔任隊長期間，每個月會開設一次書法教室。自從藍染叛變離開屍魂界以後，由副隊長雛森桃負責管理五番隊。
- 隊花：馬醉木，象徵的精神：犧牲、危險、純潔的愛。

尾花彈兒郎（Obana Danjiro）
護廷十三隊階級：五番隊隊長（初代）。
平子真子（Hirako Shinji）
日本配音：小野坂昌也；台灣配音：吳文民；香港配音：蔡忠衛→陳冠宏（DVD版）／陳振聲（Animax版）
護廷十三隊階級：席官（200年前） → 五番隊隊長（110年前） → 假面軍勢成員 → 五番隊隊長（現在）。
藍染惣右介（Aizen Sousuke）
日本配音：速水獎；台灣配音：李香生→曹冀魯；香港配音：葉偉麟→陳冠宏（DVD版）／黎景全（Animax版）
護廷十三隊階級：五番隊副隊長（110年前） → 護廷十三隊五番隊隊長（尸魂界篇） → 虛圈篡位統治者（破面篇） → 地下監獄第八層「無間」囚犯（現在）。
雛森桃（Hinamori Momo）
日本配音：佐久間紅美；台灣配音：馮嘉德；香港配音：劉惠雲→陳琴雲（DVD版）／葉嘉敏（Animax版）
護廷十三隊階級：五番隊副隊長。
生日：6月3日，身高：151公分，體重：39公斤。瀞靈廷通信插畫負責人員。頭髮綁束成包狀，性情柔和單純，擅長「鬼道」。和十番隊隊長 日番谷冬獅郎一同出身西流魂街潤林安，是兒時好友，小時稱呼冬獅郎為「小白」或「小獅郎」。和八番隊副隊長伊勢七緒是相當要好的書友 。喜好桃子、閱讀。入讀真央靈術院時，與阿散井戀次、吉良井鶴同班，畢業後被藍染惣右介提拔作為部下，喜愛藍染隊長近於崇拜，所以被藍染利用。
屍魂界篇，企圖攻擊市丸銀，和吉良井鶴發生肢體衝突，被勒令關在監獄裡。因為閱讀藍染留下的信件，誤認冬獅郎是殺害藍染的兇手，逃獄後對冬獅郎刀劍相向，和藍染再度相會時被他刺穿身軀，但康復後仍堅信藍染是無辜的、市丸銀可能是罪魁禍首，請求日番谷冬獅郎「救救藍染隊長」。藍染叛變後，代理五番隊隊務。
破面篇，與護廷十三隊成員在空座町作戰，曾將多種鬼道組合運用，短暫困住並攻擊NO.3 赫麗貝兒的三位從屬官，後來遭犽翁重創，由吉良井鶴設下結界保護治療，由於藍染發動了斬魄刀「鏡花水月」的完全催眠能力，導致冬獅郎誤認雛森為藍染，被冬獅郎刺穿胸膛。大戰過後，雛森被送往十二番隊接受臟器治療，並且在康復後將頭髮剪短，還開始在左側瀏海別上一枚髮夾。
代理死神消失篇，跟著護廷十三隊所有正副隊長灌輸各自的靈壓，協助浦原喜助製成幫助一護恢復死神力量的靈刀。
千年血戰篇，星十字騎士團首度進攻屍魂界時，和平子聯手對抗來犯的敵軍，及後在瀞靈廷化為冰之宮殿的時候，為了援救平子而試圖攻擊「E」邦比愛塔·芭絲塔拜茵，險遭後者擊中之際被狛村及時救下。事後和平子順勢解救險遭敵軍圍攻的大前田希千代和碎蜂，為了保護作為死神方主戰力的更木劍八而準備前往支援對方，但隨即遭遇「H」巴茲比的攔截和襲擊。事後運用靈力替平子、大前田、碎蜂療傷，於友哈巴赫前往靈王宮準備手刃靈王的期間，偕同其餘尚能作戰的正副隊長集合至浦原喜助的身邊，透過後者的協助闖入靈王宮。
結局，無形帝國戰役落幕十年後，雛森桃重新將頭髮蓄長並挽起別在腦後，偕同其餘正副隊長出席新任隊長就職典禮。
獄頤鳴鳴篇，舉行魂葬禮祭期間和其他副隊長被派往現世捕捉作為祭品的虛，迎擊來犯的地獄惡靈。
在日本地區第四回BLEACH人氣投票中獲得第六名，與吉良逸鶴是少數入前十名的副隊長之一。
作者在附錄特典集賦予雛森桃的關鍵詞為「信」。
斬魄刀『飛梅』（Tobiume）
聲優：藤村步（日本）；錢欣郁（台灣）；林小寶（香港）
解放語「彈放吧、飛梅!」
屬於炎系斬魄刀以及遠程攻擊系斬魄刀。未解放前為粉色刀柄，橢圓形刻有梅花紋樣護手的普通日本武士刀樣。解放時刀身周圍有粉色光環圍繞，同時有許多粉色的梅花花瓣紛飛在刀旁。解放後變成分成三枝的斬魄刀。這種形狀的劍是日本國寶「七支刀」，在日本神話中是第一代天皇降服女火仙神使用的刀劍，所以斬魄刀的實體外貌就如同仙女一般。能力是揮出刀身時射出火球攻擊，火球可引起巨大爆炸和颶風，同時火焰亦可與鬼道並用。在千年血戰篇裡，雛森桃已經能夠瞬間從刀身射出多發火球朝敵方發動攻擊。
鬼道
雛森桃天生掌握多種鬼道技能，以攻擊性的為多，縛道則能配合其斬魄刀飛梅而形成組合技。因為她是副隊長級別中的鬼道最強者，所以又名“鬼道達人”，在各種死神的遊戲裏均能看到雛森桃擁有大量鬼道技能的按钮。
回道
先恢復該對象的內部靈壓，結合施術者施與的外部靈壓，以達到治療傷勢與恢復靈壓。
破道之十二·伏火
向對手放出線狀靈壓。
破道之三十一·赤火砲
向對手放出火塊。
縛道之九·擊
以光構成的繩索封住對手行動。
縛道之二十六·曲光
可以覆蓋在鬼道上令鬼道變得無法肉眼辨識。
縛道之三十七·吊星
以靈力製作吊網，接住對方。
特殊技「白伏」
破道與縛道的組合，使在混濁光裡的對手的意識一時間陷為昏睡狀態。
石和嚴兒
護廷十三隊階級：五番隊第三席。
官方小說《WE DO Knot ALWAYS LOVE YOU》登場，於千年血戰篇遭星十字骑士团攻击失去了双脚，戰後透過技術開發局安裝義肢，獲平子舉薦調往真央灵术院擔任学院长，經由平子開導正式從失去雙腳的打擊中釋懷。

## 六番隊（貴族統領隊）
- 隊花：山茶花，象徵的精神：高潔的理性。

雖然由白哉擔任隊長而有著紀律嚴明的特色，但因為副隊長戀次的爽朗性格而使得隊上的氣氛得到良好的平衡。基於人際關係是從打招呼開始的原則，世世代代由朽木家擔任隊長的六番隊對於打招呼這件事會有所獎勵。【這部分資訊沒有實際來源，也沒有在英文和日文版本的WIKI中找到相同描述，請謹慎看待】
齋藤不老不死（Saito Furofushi）
護廷十三隊階級：六番隊隊長（初代）。
雙馬尾頭髮，戴眼罩。
朽木銀嶺（Kuchiki Ginrei）
日本配音：有本欽隆；台灣配音：劉傑（ep.206－208）→于正昇（ep.250－252）；香港配音：陳旭恆
護廷十三隊階級：六番隊隊長（110年前）。朽木家第27代當家。
生日：6月2日，身高：179公分，體重：64公斤。朽木白哉的爷爷，朽木響河的岳父。三百年前與山本元柳齋一同封印響河，現已退休。
朽木白哉（Kuchiki Byakuya）
日本配音：置鮎龍太郎；台灣配音：吳文民／陳幼文（劇場版2・緯來版）；香港配音：楊耀泰→陳旭明（DVD版）／李建良、黎景全（少年）（Animax版）
護廷十三隊階級：六番隊隊長（現任）。朽木家第28代當家。
朽木蒼純（Kuchiki Sōjun）
護廷十三隊階級：六番隊副隊長（110年前）。
生日：5月21日，身高：177公分，體重：62公斤。朽木銀嶺的兒子，白哉的父親。白哉的容貌就是遺傳自蒼純，個性文靜溫柔，雖不擅戰鬥但具備朽木家的才能。銀嶺雖然擔憂蒼純體質偏弱，卻認為他是得繼承朽木家的人，因而提拔他作為副隊長。已於多年前戰死。
銀銀次郎（Shirogane Ginjirō）
護廷十三隊階級：六番隊副隊長（20～40年前）。
銀美羽的父親。因開設瀞靈廷人氣眼鏡行「眼鏡的銀蜻蛉」，便辭了副隊長專心研究、設計眼鏡，戀次隨即接替其職缺。每當戀次去光顧時會因其「是他的接班人」給予折扣；也偶爾會送風鏡至六番隊。非常擅長鬼道，從鎖條鎖縛到斷空都能捨棄詠唱。
阿散井戀次（Abarai Renji）
日本配音：伊藤健太郎；台灣配音：林谷珍／蔣鐵城（劇場版2・緯來版）；香港配音：陳健豪→陳志強（DVD版）／黎景全（Animax版）／陳志強（劇場版1）→鄧肇基（劇場版2-3）
護廷十三隊階級：六番隊副隊長（現任）。
朽木響河（Kuchiki Kōga）
日本配音：千葉一伸；台灣配音：林谷珍；香港配音：黎景全
護廷十三隊階級：六番隊第三席官（動畫原創）。
行木理吉（Yuki Rikichi）
日本配音：中井將貴→小田久史；台灣配音：吳文民
護廷十三隊階級：六番隊隊士 → 六番隊第三席官。
為行木龍之介的哥哥。因為崇拜阿散井而加入六番隊，為表對他的敬意，在左眉上紋了他的刺青。在漫畫中，曾因為抓不住逃出的地獄蝶被戀次一腳踹下，又因為用斬魄刀來切醃蘿蔔而遭戀次用茶杯投擲，也在戀次被朽木白哉所重傷時，偷偷從獄中釋放山田花太郎，懇求對方治療副隊長。稱呼阿散井為「戀次先生」，頭上有三條類似髮飾的垂條。於代理死神消失篇運用自己的靈壓，協助浦原喜助製成協助一護恢復死神力量的靈刀。
銀美羽（Shirokane Mihane）
護廷十三隊階級：六番隊第九席官。
瀞靈廷人氣眼鏡行老闆銀銀次郎的女兒，美羽則是副店長。

## 七番隊（內廷護衞隊）
- 队花：菖蒲，象徵的精神：勇氣。

有著許多體質剛健、壯碩魁梧的隊員，重視仁義，自從狛村的真面目揭曉後，狗便成了本隊的形象。無形帝國戰役落幕十年後，射場接替狛村成為繼任隊長。
執行乃武綱（Shigyou no Busuna）
護廷十三隊階級：七番隊隊長（初代）。
愛川羅武（Aikawa Love）
日本配音：稻田徹；台灣配音：吳文民；香港配音：陳志強（DVD版）／李建良（Animax版）
護廷十三隊階級：七番隊隊長（110年前） → 假面軍勢成員。
狛村左陣（Komamura Sajin）
日本配音：稻田徹；台灣配音：劉傑→于正昇／陳幼文（劇場版2・緯來版）；香港配音：陳旭明→李建良（DVD版）／陳旭恆（Animax版）／鄧肇基（劇場版2）、郭湛深（劇場版3）
護廷十三隊階級：七番隊隊長（屍魂界篇～千年血戰篇）。
生日：8月23日，身高：288公分，體重：301公斤。是目前所有護廷十三隊現任成員當中，少數已知非人類靈魂轉變成死神的成員。身型魁梧，說話第一人稱為「老夫」，隊長羽織的衣領和袖口綴有淺色立領和護肩。由於擁有狗的外貌及四肢，所以長期以來總是遭受旁人的歧視與排斥，為了避開週遭異樣的眼光，遂養成戴著頭巾（面具）與手套，藉此遮蔽臉部與四肢的習慣，實際上是生前因其罪行而墜至畜生道仍未能死去，最終落於屍魂界的人狼一族的後裔，喜好肉類、小動物。擅長和動物溝通，平常習慣和自己飼養的狗五神一起散步，但因為受到父親所說「胡蘿蔔不是我們這族的食物」的話語影響，從此變得相當討厭胡蘿蔔。
過去因為無法忍受藏身渡日的生活，為了擺脫這般際遇而拋下隱居的族人，獨自至外界闖蕩，然而時任總隊長山本元柳齋重國不因其外貌而疏遠他，反而願意收留他並予以栽培，為了報答恩人的恩義，粉身碎骨也在所不惜，是個非常具有日本武士道思想的人。若是在帶隊戰鬥的時候不慎造成損失，則會自掏腰包賠償費用，也不願增加番隊財政負擔。十番隊副隊長松本亂菊認為他是個性較為拘謹的對象。加入護廷十三隊後，因適逢前任七番隊隊長愛川羅武隨同當時遭藍染惣右介陷害的部分正副隊長潛逃至現世，故遞補後者的職缺成為接任七番隊隊長。
屍魂界篇，和東仙要對抗協助旅禍的更木劍八，在抵達雙亟的時候，遭藍染利用捨棄詠唱的「黑棺」重創倒地，目擊東仙隨同藍染叛逃至虛圈的場面，仍未能及時制止對方，遂發誓要讓東仙覺醒並將其帶回屍魂界。同時因為在和劍八決戰的過程中，不慎遭對方砍壞面具的緣故，因而開始以真實面貌示人。
破面篇，在空座町以卍解「黑繩天譴明王」殺死破面·No.32 波，後與東仙要展開激烈交戰，作戰中，東仙用「虛化」歸刃「清蟲百式‧狂枷蟋蟀」變化成一隻巨大的蟋蟀，同時東仙恢復了視覺，並且以「九相輪殺」打穿了明王，狛村亦負傷倒地，暗地裏道出「果然還是不能向你揮刀！」。後來黑崎一護抵達現世時，及時制止被藍染挑臖的一護，並且表明會協助一護作戰，對藍染使出卍解「黑繩天譴明王」時，被藍染打穿明王並斬斷左臂，身負重傷。空座町大戰過後，狛村接受治療順利康復，換上領子與袖口繡著突起紋路的深紅色折領無袖隊長羽織之餘，還開始在四肢前端穿戴護甲。他把朽木露琪亞和浦原喜助準備協助一護恢復死神力量的計畫轉告給山本總隊長。
代理死神消失篇，跟著護廷十三隊所有正副隊長灌輸各自的靈壓，協助浦原喜助製成幫助一護恢復死神力量的靈刀。:
千年血戰篇，因無形帝國的星十字騎士團的入侵而出動，與「E」邦比愛塔‧芭絲塔拜茵對戰時被奪走卍解。待敵軍撤退後，與諸位隊長為遭友哈巴赫所弒的山本總隊長默哀，出言制止拳西與碎蜂的口角衝突，為了習得族人的秘儀和報答山本前總隊長的恩情，前往祖父隱居的洞穴拜訪對方，與之論辯改變世界的重要性並展開激烈對決，成功戰勝後者，親手掏出自己的心臟而習得族傳的「人化之術」。及後於瀞靈廷化為冰之宮殿的時候，穿戴刻有「Y」字型孔縫的頭盔和全新盔甲趕回瀞靈廷協助護廷十三隊作戰，藉由浦原喜助發明的「侵影藥」成功奪回卍解，和平子真子聯手對抗「E」邦比愛塔‧芭絲塔拜茵，並且在施展「人化之術」變身為半獸人的型態下，使用卍解『黑繩天譴明王· 斷鎧繩衣』並成功擊敗對方。卻在事後因為術式的副作用影響，完全地變成野狼而不支倒地。
在官方小說「WE DO knot ALWAYS LOVE YOU」中透露，繼任為七番隊隊長的射場鐵左衛門將完全變化為野狼的狛村左陣安置在七番隊鍛鍊場的後山，並對外宣稱已經戰死，不過護廷十三隊成員都對狛村仍活著的事實心照不宣。其後將同為人狼一族、有意成為死神的烏魯伊以及舟磨兄弟倆託付給了射場。
作者在附錄特典集賦予狛村的關鍵詞為「義」。
斬魄刀『天譴』（Tengen）
解放語「撼動吧、天譴!」（漫畫和動畫中並未出現過天譴的解放語，這裡寫的解放語是遊戲中的說法，官方並無統一定論）
解放時刀本身沒有形狀的變化，而是將自身的部份靈體巨大化攻擊，動畫版改成將「黑繩天譴明王」的部分身體出現攻擊，平常光拔刀的瞬間釋放的靈壓可使地面震裂。
卍解『黑繩天譴明王』（Kokujou Tengen Myou'ou）
召唤出巨大的黑甲武士，眼部以下的臉孔被紅色面巾覆蓋，有厚重的盔甲覆盖，并有巨大黑色粗绳捆绑在背後，明王的攻擊動作與狛村同步，具備著相當驚人的攻击力，其所穿戴的鎧甲即為自身的生命，屬於灌注生命的鎧之卍解。但由於狛村和斬魄刀之間有著極度強烈的連結，所以當明王遭受攻擊的時候，狛村也要承擔明王受到的傷害；倘若持有者在接受治療後順利地恢復健康狀態，斬魄刀也會跟著恢復原狀，為目前所知唯一能100%復原的卍解。
卍解技『黑繩天譴明王· 斷鎧繩衣』（Kokujou Tengen Myou'ou Dangai Joue）
黑繩天譴明王於第二部劇情增加的延伸變化型態，是明王捨棄性命，轉變而成僅剩靈壓，僅顯力量的姿態。此型態的明王不再穿戴厚重的盔甲，而是頭頂有成對牛角，面容兇惡，火焰般的雙瞳，蓄有過頸長髮和彎曲的鬍子，身軀綑綁著巨大黑色粗绳的武士。
特殊技「人化之術」
人狼一族的祖傳秘儀，施術者需藉由奉獻自己的心臟，才能習得這項術式，變身成人狼一族遭受譴罰前的原始姿態。施展此術後，狛村會變身成留著向後梳的白髮，眉尾末梢上揚，雙耳維持獸型，雙臂前端和腹部仍殘留部分獸毛的結實男子，並獲得強大的力量，可在術式持續的短暫期間內成為不死之身。缺點是這項術式會對施術者的身體造成負擔，而且當施術者解除人形的化身後，身為人的性命將會終結，完全地變成喪失語言能力的野獸。
射場鐵左衛門（Iba Tetsuzaemon）
日本配音：西凛太朗；台灣配音：李香生→曹冀魯；香港配音：譚漢華→李建良（DVD版）／黎景全（Animax版）
護廷十三隊階級：十一番隊隊士 → 七番隊副隊長（屍魂界篇～千年血戰篇） → 七番隊隊長（結局）。
生日：7月18日，身高：182公分，體重：68公斤。男性死神協會會長・瀞靈廷通信廣島方言專欄作者。佩戴墨鏡，留著八字鬍，說話帶有廣島腔。其年邁的母親射場千鐵在110年前是三番隊副隊長。本屬十一番隊，後來轉至七番隊升任副隊長，有追求高位的野心，但仍很懷念十一番隊，與十一番隊其餘隊員一樣酷愛戰鬥，與十一番隊第三席 班目一角仍是好友，兩人曾一邊打鬥一邊喝酒，判定輸了的人要去取酒，大家分享。在漫畫第328章中確認知道斑目一角會用「卍解」，被一角稱呼為射場先生，實力不明，但射場本人提到他因為想成為副隊長，才將自己的能力鍛鍊成平均型。喜好廣島風味的食物、蒐集墨鏡。
屍魂界篇，在屍魂界取酒之戰似乎與班目一角打成平手，但後來的出場機會並不多。
破面篇，空座町大戰中，訓斥斑目一角沒有發揮卍解協助護廷十三隊作戰一事，穩固斷掉的柱子後被犽翁的「虛閃」擊倒，由吉良井鶴設下結界保護治療，由於中了藍染的「完全催眠」，被藍染重創。事後射場雖然接受救護班的治療順利康復，但也在左邊額頭留下一道傷疤，並將原本平整的短髮，修出兩條弧線與兩道閃電般的分線。
代理死神消失篇，跟著護廷十三隊所有正副隊長灌輸各自的靈壓，協助浦原喜助製成幫助一護恢復死神力量的靈刀。
千年血戰篇，和其他副隊長討論流魂街魂魄消失事件的調查報告，並於星十字騎士團首度進攻屍魂界時負責守衛瀞靈廷。及後於瀞靈廷化為冰之宮殿的時候，現身背負因為「人化之術」的作用影響而完全變成野狼的狛村，矢志為先前葬身於友哈巴赫刀下的山本前總隊長復仇。
結局，無形帝國戰役落幕十年後，射場將髮型蓄成帶鉤的飛機頭，右臉多了新月型的傷疤，接替狛村成為繼任七番隊隊長。前赴新任隊長就職典禮期間，謙稱道因為自身隊長氣度尚待加強，所以才會在升遷為隊長後保持鍛鍊自身實力的習慣，被拳西、冬獅郎、亂菊用來揶揄強調自己學會卍解的修兵應向射場學習該有的隊長氣度。在獄頤鳴鳴篇和其他隊長舉行已故隊長們的魂葬禮祭。
斬魄刀
刀尖內凹，在刀刃上有一根突起，形狀猶如「卜」字。一切能力皆未知，於番外動畫斬魄刀異聞篇中被勇音問起斬魄刀的名字，射場以迂迴方式回答。從未解放到始解狀態中，刀身會噴發出大量的浓雾，可能为其斩魄刀的能力。
小椿刃右衛門（Kotsubaki Jinemon）
護廷十三隊階級：七番隊副隊長。
生日：9月26日，身高：175公分，體重：88公斤。小椿仙太郎之父，劍術達人。面帶眼鏡並束著馬尾，左眼有道傷疤。
伊江村八十千和（Iemura Yasochika）
日本配音：青山穰；台灣配音：李香生；香港配音：蔡忠衛（DVD版）
護廷十三隊階級：四番隊第三席官 → 七番隊副隊長（結局，小說版）。
生日：2月29日，身高：179公分，體重：70公斤。第一上級救護班班長。男性死神協會副會長。黃色頭髮，戴著反光眼鏡，是可靠的死神。通常在四番隊負責撰寫醫療日誌的工作。
屍魂界篇，指揮四番隊成員對護廷十三隊傷患進行治療，並且意外地查覺井上織姬的能力前所未見。破面篇，空座町大戰中被藍染揭露，他在屍魂界拯救篇向副隊長報告時，追加了一護等人在瀞靈廷行進方向的相關情報。千年血戰篇，星十字騎士團進攻屍魂界時，遵守山本總隊長的命令，與其他四番隊成員留在綜合救護診所，並於敵軍撤退後指揮救護班執行治療傷患的工作。
小說版補述於無形帝國戰爭落幕後，升遷為七番隊副隊長，於獄頤鳴鳴篇中已不是副隊長，具體情況不明。
輪堂與（Rindo Atau）
護廷十三隊階級：七番隊副隊長（獄頤鳴鳴篇）。
無形帝國戰爭落幕十二年後初登場，留著微捲且覆蓋左眼的短髮，右眼下方有淚痣，容貌俊秀的青年死神。被射場稱作「阿與」。因為不會說話，平常仰賴讀他人唇語和肢體語言（手語）溝通，或透過他人居間解讀和轉達其意思，喜歡親近且容易吸引動物。獄頤鳴鳴篇，舉行魂葬禮祭期間和其他副隊長被派往現世捕捉作為祭品的虛，迎擊來犯的地獄惡靈。
斬魄刀 『鷹』（Taka）
名稱暫不祥。解放時使用者必須在刀身寫下解放語「（生め）」，刀身會變化成一群用扣環連繫的剪紙張，可變化成鷹群攻擊指定對象。
一貫坂慈樓坊（Ikkanzaka Jiroubou）
日本配音：中多和宏；台灣配音：李香生；香港配音：楊耀泰→蔡忠衛（DVD版）
護廷十三隊階級：七番隊第四席官。
生日：1月8日，身高：172公分，體重：231公斤。流魂街出生，為西門守衞一貫坂兕丹坊的弟弟，頸部配戴著紅色的大型念珠，擁有最強的飛行武器而有「鎌鼬」的稱號。在和石田雨龍的戰鬥當中，被雨龍射穿鎖結和魄睡，喪失死神能力。
斬魄刀『劈烏』（Tsunzakigarasu）
解放語「振翅高飛吧、劈烏!」
解放後變成多支在空中旋轉飛舞的手裡劍，類似一群會自動飛行的無人機。

## 八番隊（情報隊）
- 队花：極樂鳥花，象徵的精神：得到一切。

因前隊長京樂春水懈怠於本職工作，副隊長伊勢七緒便實質上地掌握大權，有著每週一次由京樂召集女性隊員開辦飲酒會的傳聞。在無形帝國旗下軍隊進攻屍魂界後，因前任總隊長山本元柳齋重國對抗無形帝國期間戰死，京樂春水及伊勢七緒分別接任一番隊隊長及一番隊副隊長一職。無形帝國戰役落幕十年後，由曾任該隊副隊長的矢胴丸莉莎接任八番隊隊長。
鹿取拔雲齋（Katori Batsunsai）
護廷十三隊階級：八番隊隊長（初代）。
戴眼鏡，身材豐滿的女性。
京樂春水（Kyouraku Shunsui）
日本配音：大塚明夫、佐倉綾音（少年時期）；台灣配音：吳文民／陳幼文（劇場版2・緯來版）；香港配音：劉文光→黎家希（DVD版）／陳振聲（Animax版）／劉文光（劇場版1）→張振聲（劇場版2·3）
護廷十三隊階級：八番隊隊長（110年前～千年血戰篇初期） → 一番隊隊長・總隊長（千年血戰篇後期～）。
矢胴丸莉紗（Yadōmaru Lisa）
日本配音：服部加奈子→石塚沙賴（278話～）；台灣配音：錢欣；香港配音：陳安瑩（DVD版）／賴芸芬（Animax版）
護廷十三隊階級：八番隊副隊長（110年前） → 假面軍勢成員 → 八番隊隊長（結局～）。
生日：2月3日，身高：162公分，體重：52公斤。戴紅框眼鏡，綁著辮子（110年前留著兩束髮辮），身著水手服的女性，喜歡看A書及寫真集。被黑崎一護稱作「A書女」。
經典動作是單手撐地，360度連續旋轉劈腿踢。似乎有喜歡偷窺和竊聽秘密的習慣，而且有些自戀的傾向，當莉紗見到平子總是因為喜歡可愛的女孩，而稱呼對方是他的初戀對象時，亦曾反駁平子過去也對她講過類似的話，反被樓十郎吐槽「這是形容自己可愛的意思」。但由於總是穿著水手服的緣故，讓她無法在書局購買成人書刊，所以經常委托平子和羅武替她跑腿買書。
110年前在任八番隊副隊長的時候，是現任八番隊副隊長伊勢七緒仰慕的對象。因為收到上級命令而前往流魂街郊外，支援遭到藍染陷害的一行人，卻因此落入了藍染的陷阱並觸發虛化，因而跟著平子等人來到現世，成為假面軍勢的成員。
破面篇，一護進行內在虛化控制戰的時候，她是第一個進入結界與一護短暫交手的假面軍勢成員。與假面軍勢在空座町作戰時，她刻意叫醒遭破面NO.1史塔克擊中的八番隊長京樂春水，使京樂調整狀況重新應戰，並且和日世里以及日番谷冬獅郎聯手對付破面NO.3蒂雅·赫麗貝兒，後與藍染交戰時受到重創。空座町大戰結束後，莉紗與其他假面軍勢成員接受了救護班的治療，還希望能夠協助四番隊長卯之花烈處理日世里的狀況，但由於卯之花烈判斷日世里的傷勢已無大礙而作罷。事後莉紗將自己的前額瀏海修剪成整齊的模樣，兩頰側邊蓄著較長的直瀏海，並養成將長髮梳成馬尾的習慣，在志波空鶴的住處販賣現世的黃色書刊和客製化訂書，因此仍經常來往現世，並準備在存夠一筆錢的時候就在流魂街打造自己的家。
千年血戰篇，協助日世執行修復現世和屍魂界之間的扭曲現象的工作。於一護等人前往靈王宮阻止友哈巴赫的期間，返回屍魂界協助喜助。於被改造成真世界城的靈王宮和假面軍勢成員對抗對抗巨型化的「M」傑拉德·瓦爾基里，但反被對方輕鬆制伏。
結局，無形帝國戰役落幕十年後，莉莎將瀏海修剪成較清爽的模樣，回歸護廷十三隊接替春水和七緒升遷總番隊後的空缺，成為八番隊繼任隊長。
獄頤鳴鳴篇，和其他隊長舉行已故隊長們的魂葬禮祭。
斬魄刀『鐵浆蜻蛉』（Hagurotonbo）
解放語「击溃他，铁浆蜻蛉！」
解放時莉紗會旋轉斬魄刀身，解放後為一隻長槍型扁刃，前端類似於槳的形狀，且攻擊方式類似於戟，詳細能力不明，猜測為直接攻擊系斬魄刀。莉紗在空座町大戰對抗赫麗貝爾時，曾藉由旋轉解放後的斬魄刀，擋下赫麗貝爾的水系招式。
始解技「千枚卸」
無論斬魄刀是否解放都能使用，能配合虛化使用，以橫切方式將對手切成碎片，使其消滅，曾於空座町大戰施展此技擊敗基力安。
始解技「小褲褲龍捲風」
只能始解後使用，能配合虛化使用，莉紗以單手做支撐點，將雙腳打開加以旋轉做出踢擊，運用另一隻手揮擊斬魄刀，曾於一護進行虛化控制訓練的期間施展此技。
始解技「二十一條蜻蜓下垂」
第二部劇情新增的招式，揮舞鐵浆蜻蛉朝對手發動攻擊，但對巨型化的「M」傑拉德·瓦爾基里無效。
特殊技「虛化」
其虛化面具呈現四角向後彎的四邊形，面具中央有十字型縫隙，外型如條頓騎士團的鐵面具，能提升數倍原本的攻擊力。
伊勢七緒（Ise Nanao）
日本配音：生天目仁美；台灣配音：馮嘉德／陶敏嫻（劇場版2・緯來版）；香港配音：林司聰→陳琴雲（DVD版）／鄭佩嘉、林寶怡（Animax版）／魏惠娥（劇場版2）
護廷十三隊階級：八番隊副隊長（110年前～千年血戰篇初期） → 一番隊副隊長（現任，千年血戰篇後期）。
八八原熊如
護廷十三隊階級：八番隊副隊長（獄頤鳴鳴篇～）。
無形帝國戰役落幕十二年後登場的繼任八番隊副隊長。染著雙色的長髮，褐色肌膚，造型穿著和現世少女相似，個性元氣活潑的女性死神。擅長近身戰，對一護抱有濃厚興趣。
獄頤鳴鳴篇，舉行魂葬禮祭期間和其他副隊長被派往現世捕捉作為祭品的虛，迎擊來犯的地獄惡靈。
技 （暫不詳）
將雙手張成上下開合般的爪狀手勢，背後會出現熊型態的靈壓，可在雙手的指尖相觸的瞬間重創對手。
圓乘寺辰房（Enjouji Tatsufusa）
日本配音：櫻井敏治；台灣配音：劉傑
護廷十三隊階級：八番隊第三席官。
生日：7月8日，身高：206公分，體重：145公斤。虛有其表，在屍魂界拯救篇企圖阻擋茶渡泰虎前進時，被對方一拳打至一飛沖天。暗戀二番隊隊長碎蜂。
斬魄刀 『崩山』（Houzan）
解放語“亂舞吧，崩山!”
紅色的劍柄和一個綁紅繩劍把的刀，能力未知。

## 九番隊（牢獄隊）
- 隊花：白罌粟，象徵的精神：忘卻。

反映東仙的和平正義主義，有著不為無意義的戰鬥流血的原則。九番隊擔任守護瀞靈廷及瀞靈廷通信編集、發行的工作；東仙反叛後檜佐木便代理瀞靈廷通信編集長的職務，東仙在任編集長時期，由於編集長的特權，其連載無論人氣有無都不會中斷。六車拳西擔任隊長的時期有著「六車九番隊」的名稱，可以確定的是全隊隊員皆為暴走族風格裝扮（特攻服）。空座町大戰後，拳西回歸九番隊續任隊長職位。
久面井煙鐵（Kumoi Entetsu）
護廷十三隊階級：九番隊隊長（初代）。
六車拳西（Muguruma Kensei）
日本配音：杉田智和；台灣配音：劉傑→于正昇；香港配音：黎家希（DVD版）／陳旭恆（Animax版）
護廷十三隊階級：席官（200年前） → 九番隊隊長（110年前） → 假面軍勢成員 → 九番隊隊長（現在，代理死神消失篇～）。
生日：7月30日，身高：179公分，體重：75公斤。刺有眉環與耳環，身材健美，暴躁易怒的銀髮猛男（110年前沒有刺環，留著側分瀏海），說話囂張，腹部正中上有「69」的刺青（六车九番队的意思）。雖然看似相當急躁，亦認為買菜烹飪是件麻煩事，但本人其實相當擅長製作料理，至於添加調味料的份量則是隨興而為。經常對久南白的言行感到惱火，實際上很關心白。稱呼總隊長山本元柳齋重國為「老頭子」。
101年前還是九番隊隊長的時候，拳西與部下接受指令，前往流魂街的郊區調查魂魄消失的案件，剛好在流魂街郊區遇上當時年紀還小、被虛襲擊的檜佐木修兵並解救對方。間接使得修兵受到拳西的影響而立願成為死神，甚至還為了表達對拳西的崇敬，在自己的左頰刺上「69」的刺青。被東仙襲擊後成為第一個虛化的假面軍勢成員，可輕鬆以蠻力脫困六十幾的縛道。在假面軍勢生活期間經常擔任團隊的掌廚者準備伙食。
破面篇，一護進行內在虛化控制戰的時候，他為莉紗擋下了一護的攻擊，並成為第二個進入結界與一護短暫交手的假面軍勢成員。與假面軍勢在空座町作戰，救下被汪達懷斯重傷的久南白，並使出卍解「鐵拳斷風」與汪達懷斯展開激烈交戰。空座町大戰結束後，拳西將頭髮改成上揚的模樣，回到屍魂界擔任九番隊隊長，並且開始在穿著死霸裝的時候，配戴多枚小洞的手套與腰帶。然而拳西認為擔任編輯長的工作過於麻煩，因此在復職後繼續讓修兵擔任編輯長的職務，自己則負責處裡副隊長的任內工作。還和其他隊長在戰後1年5個月的期間，獲知第八代劍八痣城劍八逃獄的消息。
代理死神消失篇，與其他護廷十三隊成員以及其他死神利用自己的靈壓，協助浦原喜助製作幫助一護恢復死神力量的靈刀（動畫版增加與狛村和修兵聚在東仙的流魂街友人墓前，追思東仙的劇情）。
千年血戰篇，後來在星十字騎士團首度進攻屍魂界時負責守衛瀞靈廷，並且於敵軍撤退後和諸位隊長得悉山本總隊長殉職的噩耗，試圖規勸激動責備通報消息的裏廷隊員的碎蜂不成，反被前者批評係因對總隊長懷恨在心才能如此冷靜面對此事，險些和對方發生口角衝突，但被狛村左陣及時制止。和久南白負責指導修兵進行卍解訓練。及後於瀞靈廷化為冰之宮殿的時候，現身解救遭到「S」馬斯科·多·馬斯庫林重創的修兵，和鳳橋樓十郎聯手對抗「S」馬斯科·多·馬斯庫林，遭敵方重創敗北，但仍在倒地前創造機會，讓樓十郎得以重傷跟隨「S」馬斯科·多·馬斯庫林的小僮詹姆斯。事後拳西和樓十郎被虎徹勇音安置於結界裡接受治療，但由於勇音和八千流在對抗「V」葛納爾·托謬的時候疏於防備，被趁機潛入結界展開突襲的「V」葛雷密·托謬殺死。後被「Z」吉賽爾·茱艾兒施展能力變成殭屍，受其操控對抗十二番隊隊長涅繭利，反而被涅繭利注射反殭屍化的藥劑，令身體產生異變成為涅繭利的傀儡，轉向持刀刺傷遭「L」佩佩·瓦卡布拉達控制的修兵，殺傷吉賽爾，對佩佩施以多重拳擊將其毆成重傷。
結局，無形帝國戰役落幕後，拳西順利恢復正常狀態，十年後偕同修兵和其餘正副隊長出席新任隊長就職典禮，還調侃修兵攸關隊長的學習態度有待加強。在獄頤鳴鳴篇和其他隊長舉行已故隊長們的魂葬禮祭。
斬魄刀『斷地風』（Tachikaze）
解放語「驅散吧、斷地風」（動畫版為的解放語為「灰飛煙滅吧、斷地風」）
風系斬魄刀，始解後為一把帶有圓型孔洞的短匕首，和黑崎一護一樣，可長期處於始解狀態。
能力為“絲線切割”，始解時刀身會吹出一條條緩慢游離的鐵絲，鐵絲會自然融合如風中，在敵人看不見的時候偷偷切裂敵人的肉體，直到變成肉塊為止，同時令敵人的每個肉塊都炸裂。
始解技“爆彈突進”（Bakudantsuki）
原體的斷地風短匕首發光並釋放強大的靈力引爆將對手炸飛，目前此招只在和一護進行控制虛化訓練時展現。
卍解『鐵拳斷風』（Tekken Tachikaze）
卍解解放時，身體的周圍會爆發出風暴，使大地裂開，同時雙手會出現兩把雙齒形護手式拳刃，從手臂到肩部會被節筒包裹，兩部分節筒在身體上部連接，此狀態下的拳西施展風的力量會大大提升許多。而雙手上兩把雙齒形護手式拳刃可以根據拳西的意識自由改變形狀，可以將拳刃縮起形成尖銳狀的「指虎」，也能讓指虎的前端突出四柱刀刃，讓拳頭擊出的威力更加提升。當拳西處於卍解狀態的時候，可將始解的炸裂威力灌注至拳頭中，而且在擊中敵人的期間，炸裂之力會無限地灌進敵人的身體裡，對敵人的體內造成炸裂性的傷害，並連帶地將擊中的對手炸飛至遠處。
普通技“擊沙包”
不使用任何斬魄刀，直接用拳頭朝指定對象連續毆打，用正面的拳擊對抗敵人。
特殊技「虛化」
其虛化面具呈現長方形，面具上有六個長方形的洞，但是110年初次虛化時背部插著猶如六車拳西卍解一樣的白色虛盔甲。
東仙要（Tosen Kaname）
日本配音：森川智之；台灣配音：林谷珍；香港配音：陳冠宏（DVD版）／陳旭恆（Animax版）
護廷十三隊階級：九番隊第五席官（110年前） → 九番隊隊長（屍魂界篇） → 虛圈統括官（破面篇）。
久南白（Kuna Shiro）
日本配音：神田朱未；台灣配音：馮嘉德；香港配音：陳琴雲（DVD版）／賴芸芬（Animax版）
護廷十三隊階級：九番隊副隊長（110年前） → 假面軍勢成員 → 九番隊「超級副隊長」・瀞靈廷通信記者（現在）。
生日：4月1日，身高：153公分，體重：44公斤。配戴著護目鏡與橘色圍領巾，身著緊身衣與長靴的綠色短髮的女孩（110年前留著波浪短髮，並習慣佩戴紅色領巾）。稱呼一護「草莓」（一護（ichigo）與草莓在日語的發音很相近），對日世里則直呼「小日日」。個性孩子氣，在擔任副隊長的時期，就經常因為其言行觸怒拳西。對於有昭田缽玄自願為井上織姬修復樁鬼感到不解。因為從不親自做菜，所以總是購買超商的食物，但也曾因為將自己想吃的甜食當成餐點拿給拳西，而惹來對方的責罵。是護廷十三隊十二番隊隊員久南妮可的姊姊。和其他習慣使用斬魄刀作戰的假面軍勢成員不同，白主要以體術肉搏（踢擊）作為她的戰鬥方式，但在虛化狀態的一護再度對日世里發動攻擊時，亦曾和其他成員拔刀制止一護。會在招式前加上自己的名字，其斬魄刀有著心型的護手，但具體能力不明。
101年前，白陪同拳西的調查小組前往流魂街郊區調查魂魄消失事件，後來在野外紮營時遭遇東仙的襲擊，成為第二位觸發虛化的假面成員。
破面篇，虛化時間很長（15小時），是唯一沒做過虛化維持訓練的假面軍勢成員。與假面軍團在現世作戰，以虛化狀態殺死了破面弗勒，後因體力消耗過度導致虛化突然解除，遭汪達懷斯重傷，被拳西救下。大戰結束後，白回到屍魂界擔任瀞靈廷通信的記者，負責記錄屍魂界與現世之間的特殊事件與現象，但仍習慣在修兵和拳西的面前，堅稱自己是九番隊的「超級副隊長」。除了保留在現世穿著的風鏡、領巾、手套、長靴以外，還特地在自己的死霸裝左袖，綁上寫著「SUPER 9」的特製徽章。
千年血戰篇，於星十字騎士團首度進攻屍魂界並撤回冰之宮殿後，和拳西負責指導修兵進行卍解訓練，無形帝國戰爭中被拳西指派保護真央靈術院的學生。
斬魄刀（名稱不明）
有著心型護手的斬魄刀，具體能力不明。
「虛化」
其虛化面具主體呈現心型，眼部的空洞較大，另有四個小孔縫。110年前初次虛化時，下半身覆著白色的長褲護甲。
「虛閃（Cero）」
從腳部發出，顏色為綠色，劇情中施展時會在虛閃前加上「白」，成「白.虛閃」。
檜佐木修兵（Hisagi Shuuhei）
日本配音：小西克幸、小林優（少年時期）；台灣配音：吳文民、錢欣郁（少年時期）／蔣鐵城（劇場版2・緯來版）；香港配音：何偉誠→李建良→張穎康（DVD版）／陳旭恆（Animax版）／郭俊廷（劇場版2、3）
護廷十三隊階級：九番隊副隊長。
生日：8月14日，身高：181公分，體重：67公斤。男性死神協會理事・瀞靈廷通信編集長。灰色橫向面飾從左顴骨延伸至鼻部右側。頸部與手臂配戴著具備引爆功能的黑色環鏈（可將其取下並擲向敵人作為攻擊手段）。動畫版的設定裡，修兵少年時期與現任副隊長時期的肌膚偏深色，但在學生時期則是較為白皙的膚色。擅長烹飪，性格忠誠正直，並承續了東仙要「不畏己所持之劍者，沒有持有劍的資格」的教誨。喜好維也納香腸、音樂、吉他。
一百零一年前還在流魂街時曾被時任九番隊隊長六車拳西從虛前救出，對拳西產生崇敬而在左臉頰刺上「69」，意思為「六車九番隊」。與十番隊副隊長松本亂菊是酒友，吉良井鶴、雛森桃、阿散井戀次則是他學生時代的後輩。自東仙要叛逃到虛圈後，負起隊中管理要務（九番隊代理隊長）。過去參加真央靈術院的入學考試時，曾經兩度落榜。然而約五十年前仍就讀於真央靈術院時，還未畢業就已獲提拔加入護廷十三隊且是備受看好足以擔任席官的新人；期間曾帶領第一精英班往現世實習，遇上藍染的仿破面實驗品——能隱藏靈壓的特大虛，他為了掩護後輩逃跑導致頭部受傷，至今右臉颊仍留有當時被虚抓傷的疤痕。據本人所稱右眼的視力受此事故影響變得較差。
屍魂界篇，對上綾瀨川弓親，被其斬魄刀真正能力所擊倒。破面篇與護廷十三隊成員在空座町作戰，與芬道爾展開激烈交戰，成功殺死。後遭犽翁重創，由吉良井鶴設下結界保護治療。最後親手結束與完全虛化的東仙要的戰鬥，與狛村目睹東仙被藍染引爆身軀致死的畫面。大戰過後，修兵開始跟著阿散井戀次一起修練，除了稍微修短左側的頭髮，還將原本戴在頸部的黑色環鏈，換成黑色的環狀頸飾。他曾從現世買了一台重型機車回去，在瀞靈廷到處騎來騎去，還被狠狠罵了一頓。
代理死神消失篇，跟著護廷十三隊所有正副隊長灌輸各自的靈壓，協助浦原喜助製成幫助一護恢復死神力量的靈刀。
千年血戰篇，和其他副隊長討論流魂街魂魄消失事件的調查結果，於星十字騎士團進攻屍魂界時遭「O」多利斯克·貝爾希重創，轉而在傷癒後接受拳西和白的指導，進行卍解訓練。及後於瀞靈廷化為冰之宮殿的時候，為了防範敵軍趁隙偷襲而跟隨一角及弓親展開行動，遭「S」馬斯科·多·馬斯庫林從後方偷襲而身受重傷，仍即時發現並告知拳西和樓十郎攸關「S」馬斯科·多·馬斯庫林的能力特性，令拳西決定藉此製造機會，讓樓十郎解決隨侍「S」馬斯科·多·馬斯庫林的詹姆斯，以限制敵方的能力發揮空間。為了不讓敵軍追擊試圖阻止友哈巴赫進攻靈王宮的一護，偕同戀次、白哉、露琪亞、一角、弓親對抗八名星十字騎士團成員，還成功解決其中一名敵方，卻被「L」佩佩·瓦卡布拉達利用「愛」的能力操控而對白哉刀劍相向，但因為涅繭利對拳西施打特製藥劑，令遭「Z」吉賽爾·茱愛兒變成殭屍的拳西傀儡化的緣故，遭傀儡化的拳西持刀刺成重傷。經過浮竹、勇音、花太郎的治療順利復原，偕同其餘尚能作戰的正副隊長們透過浦原喜助等人襄助闖進靈王宮，被「X」利捷·巴羅持槍重創。
結局，無形帝國戰役落幕十年後，修兵在對話中透露自己已習得卍解，但被拳西、冬獅郎、亂菊調侃他的副隊長氣度仍有待學習與加強。戰後期間修兵親自質問藍染當初殺害東仙的用意，為了替眾人解答和記錄攸關無形帝國戰役的所有細節，決定利用「瀞靈廷通信集」解答專欄達到傳遞真相的效果並四處拜訪當事人，還在取材過程偶遇銀城，並得知銀城當初背叛屍魂界的理由與真相。
獄頤鳴鳴篇，舉行魂葬禮祭期間和其他副隊長被派往現世捕捉作為祭品的虛，迎擊來犯的地獄惡靈。
作者在附錄特典集賦予修兵的關鍵詞為「矜」。
为官方轻小说『Can't Fear Your Own World』的男主角。
斬魄刀『風死』（Kazeshini）
解放語「割除吧，風死！」
解放後變成兩把用鎖鏈串起來的雙頭旋刃鐮刀，呈瘦S形，攻擊方式使刀刃快速旋轉，使用鎖鏈控制攻擊對手，類似於風一樣切割敵人，就像自然界的風一樣，無法預測其攻擊的方向，謂之『風死』。據京樂推測，風死的本體並非成對的鐮刀，而是連結二者的鎖鏈。本人修兵認為風死的形狀如同準備奪人性命般，因此並不是很喜歡這種解放型態。
始解技“首掛”（Kubikake）
利用「風死」的鎖鏈纏住對手並將其整個拋起，其力道之大甚至連體重高達9.5公噸的犽翁都會被瞬間拋至半空中。修兵曾於對抗犽翁時使用。
卍解『風死絞繩』 （Fushi no Kōjō）
風死的鎖鏈延展，纏繞修兵與對手的頸部，並在天空生的成一個由鎖鏈構成的巨大球體，與球體連結之人無法離開，且靈壓將被吸收並均分，賦予獲得無論受到什麼傷害都會隨即復原不會致死，直至靈壓耗盡為止。修兵在殺死東仙要後，變得害怕死亡——害怕殺死別人——所以獲得了這樣的卍解。極端來說，僅憑修兵一人，便可強迫複數敵人耗盡靈壓，京樂評價此技為縛道的巔峰。
鬼道
修兵的鬼道較少，但是少而精，在緊急時刻刻能發揮作用。
破道之十一·綴雷電
沿着物質，放出電擊頁，修兵曾沿風死的鎖鏈放出電擊攻擊，主要用於麻痺敵人。
縛道之六十二·百步欄桿
以巨量的紫色光柱扎入對方的肉裏，以此降低對方的行動力。
笠城平蔵（Kasaki Heizou）
日本配音：松岡大介；台灣配音：李香生
護廷十三隊階級：第三席官（101年前）。
光頭的大叔。在101年前六車九番隊時期，處理魂魄消失案件時被同行的隊員東仙要所殺。
衛島忍（Eishima Shinobu）
日本配音：河原元幸；台灣配音：林谷珍
護廷十三隊階級：第四席官（101年前）。
留著酒紅色長髮的青年。在101年前六車九番隊時期，處理魂魄消失案件時被同行的隊員東仙要所殺。
藤堂為左衛門（Toudou Izaemon）
日本配音：高橋圭一；台灣配音：吳文民
護廷十三隊階級：第六席官（101年前）。
戴著頭套的男子。在101年前六車九番隊時期，處理魂魄消失案件時被同行的隊員東仙要所殺。
梅定敏盛（Toshimori Umesada）
日本配音：飯島肇；台灣配音：李香生
護廷十三隊階級：第二十席官（共有十五人）。
屍魂界拯救篇，與其他隊員遇上井上織姬與石田雨龍，在試著搭訕織姬的時候被雨龍制止，便因故離開現場。

## 十番隊（巡邏警備隊）
- 隊花：水仙，象徵的精神：神祕與自我。

由於日番谷即使是基層隊士也親自指導，所以此隊認真盡職的隊員相當多。雖然隊長與副隊長的個性有著完全對比的特色，卻都受隊員崇拜仰慕著。志波一心離開屍魂界前，曾擔任此隊的隊長。
王途川雨緒紀（Otogawa Furuoki）
護廷十三隊階級：十番隊隊長（初代）。
志波一心（Shiba Ishin）
日本配音：森川智之；台灣配音：李香生→曹冀魯／官志宏（劇場版2・緯來版）；香港配音：陳旭明（DVD版）／李建良（Animax版）／陳健豪（劇場版2）
護廷十三隊階級：十番隊隊長（約20年前）。
於多年前（本作劇情開始前的二十年前）離開屍魂界，現隱居於現世並更名為「黑崎一心」。
日番谷冬獅郎（Hitsugaya Toushirou）
日本配音：朴璐美；台灣配音：／陶敏嫻（劇場版2・緯來版）；香港配音：陳安瑩（DVD版）／莊巧兒→賴芸芬（Animax版）
護廷十三隊階級：十番隊第三席官（約20年前） → 十番隊隊長（現任）。
松本亂菊（Matsumoto Rangiku）
日本配音：松谷彼哉；台灣配音：馮嘉德／王瑞芹（劇場版2・緯來版）；香港配音：劉惠雲→陳琴雲（DVD版）／鄭佩嘉、林寶怡（Animax版）／鄧潔麗（劇場版2、3）
護廷十三隊階級：十番隊副隊長。
生日：9月29日，身高：172公分，體重：57公斤。女性死神協會理事。金色波浪型長髮，巨乳為其標誌，唇邊有顆黑痣（美人痣），衣著性感，胸口配戴一條綴有銀色圈環的頸鏈，平常穿著死霸裝的時候，習慣披上桃紅色的披肩，並將絝褲的衣帶側綁成蝴蝶結（幾十年前擔任副隊長時，則是留著短髮並配戴桃色領巾）。性格除堅強外也有任性愛耍小脾氣的一面，甚至連整個護廷十三隊的男性成員都不敢激怒她。喜好柿子、日本舞蹈、飲酒、光顧絹布店和吉良井鶴、京樂春水、檜佐木修兵是酒友。酒量驚人，卻經常在醉酒時言行失態，並經常把公文丟給隊長處理，有時候還會為了省酒錢拉著其他人付帳。在動畫版原創第355集更曾經接受阿散井戀次的委託，負責指導即將上台表演祝賀之舞的朽木露琪亞。
流魂街極窮苦地區出身，與三番隊隊長市丸銀自幼認識，幼年瀕臨餓死之際，市丸銀拿柿餅給她充飢，並且將與她相遇的日子，定成她的生日。但後來藍染為了蒐集具備死神力量的靈魂以製成崩玉，令當時年幼的亂菊身受重傷，也間接導致市丸為了替她報仇，選擇成為死神並加入護廷十三隊。似乎是市丸唯一不願意傷害的人。忠誠於日番谷隊長，兩人情誼甚篤，在日番谷還在流魂街的時候曾出面為他打抱不平，因而認識彼此，並勸說他成為死神以控制自身的強大力量。自志波一心（黑崎一心）擔任十番隊隊長時就是副隊長，負責將不知跑哪休息的一心給「挖」出來，但是實際上很尊敬一心。動畫版在現世時再度見到志波一心的背影，還差點感動到落淚。
屍魂界篇，和吉良井鶴短暫交手，為雛森桃擋下市丸銀的攻擊，並且和冬獅郎介入調查朽木露琪亞行刑不斷提前之事。為了市丸叛變離開屍魂界而一度傷心，但仍作為日番谷先遣小隊的成員跟著隊長來到現世，與黑崎一護等人並肩作戰。
破面篇，和冬獅郎短暫寄住在織姬籬下，與井上織姬格外契合，味覺和織姬相仿，對於織姬的烹飪讚譽不已。並且鼓勵織姬勇於面對自己的心事，破面來襲時，殺死破面·No.14 納奇姆，與護廷十三隊在空座町作戰，被犽翁重創，由吉良井鶴設下結界保護並施予治療。未等吉良治療完畢，便起身尋找藍染與市丸銀，通過穿界門後命觀音寺將龍貴帶離現場，試圖質問市丸銀為藍染效命的理由，被市丸銀施展鬼道「白伏」擊昏一段時間。喜歡市丸銀。大戰過後，亂菊起初對銀沒有留下任何物品便就此消失而感到難過，但後來覺得，銀是應該不想讓她因為陷入睹物思情的思緒而無法振作才不遺留任何物品，因此對銀懷抱感恩的心態，並特地回到故鄉為銀建立墓碑，表達對銀的追念。其實亂菊胸口一直佩戴的頸鏈，就是銀贈送給她的，由此可見亂菊對銀的感情深厚。之後亂菊將原先的長髮剪短，梳成側分的模樣，還將袴褲換成右邊高衩的長裙。
代理死神消失篇，跟著護廷十三隊所有正副隊長灌輸各自的靈壓，協助浦原喜助製成幫助一護恢復死神力量的靈刀。
千年血戰篇，在星十字騎士團進攻屍魂界時，接受冬獅郎的命令，將敵方會盜取卍解的情報傳給其他隊長，並於無形帝國再度侵犯瀞靈廷時，協助冬獅郎對抗「H」巴茲比，反遭「I」蒼都重創倒地。後被「Z」吉賽爾·茱艾兒施展能力變成殭屍，受其操控對抗十二番隊隊長涅繭利，被涅繭利以藥物實驗解除殭屍化狀態並減損數年壽命。
結局，無形帝國戰役落幕十年後，亂菊重新將頭髮蓄長及肩，偕同其餘正副隊長出席新任隊長就職典禮。在獄頤鳴鳴篇舉行魂葬禮祭期間和其他副隊長被派往現世捕捉作為祭品的虛，迎擊來犯的地獄惡靈。
作者在附錄特典集賦予亂菊的關鍵詞為「豔」。
斬魄刀『灰貓』（Haineko）
解放語「低鳴吧、灰貓！」
解放時刀身會化為群灰攻擊對方，灰碰到的地方，揮下刀柄就可切割，和白哉的千本櫻大同小異，但是沒有無傷圈的缺點。
始解技「猫輪舞」（Neko Rinbu）
灰貓的應用技，亂菊將全部的群灰收集並形成龍捲風形包覆敵人，碰到的東西都會被切割。於空座町大戰時曾對阿帕契、米菈·羅茲、孫孫三人使用此技能。
解放技「灰貓之宅」
第二部劇情增加的招式，「灰貓」的應用技，將斬魄刀化為群灰，組成灰牆防禦對手的攻擊。亂菊曾於無形帝國二度進犯瀞靈廷時，運用此技配合冬獅郎的「冰壁」，聯手施展組合技「真空多重冰壁」成功抵禦「H」巴茲比的攻擊。
竹添幸吉郎（Takezoe Koukichirou）
日本配音：望月健一（電視動畫）、新垣樽助（廣播劇CD）；台灣配音：林谷珍
護廷十三隊階級：十番隊第七席官。
在戀次、井鶴、雛森逃獄之時跟日番谷和亂菊報告的人。
長木曾秋嚞
日本配音：手塚秀彰
護廷十三隊階級：十番隊斬術指導員。

## 十一番隊（戰鬥專屬隊）
- 隊花：鋸草，象徵的精神：戰鬥。

因生性好戰的暴蠻者佔多數而有著「戰鬥専門部隊」的外號，以「十一隊最強」的名號而自負著。十一番隊員之中亦以「更木隊」來稱呼本隊，以示對隊長的崇拜。同時該番隊裡的每個隊員都暗藏著遠高於自己席位的實力。因有著『斬魄刀只有直接攻擊系』的默認原則，擁有鬼道系斬魄刀的人會被當成膽小鬼。除了曾任該隊的初代隊長（初代劍八）卯之花烈，以及前副隊長草鹿八千流之外，幾乎沒有其他女性隊員。十一番隊自古以來有著繼承「劍八」之名的死神擔任隊長的傳統。由於「劍八」是必須擊敗前任者才能獲得的名號，所以不可能在同一時間存在兩名劍八。阿散井戀次曾經在此番隊擔任第六席。射場鐵左衛門升遷至七番隊副隊長之前也隸屬此番隊。
卯之花八千流／卯之花烈（Unohana Yachiru／Unohana Retsu）
護廷十三隊階級：十一番隊隊長（初代劍八）。
刳屋敷劍八（Kuruyashiki Kenpachi）
護廷十三隊階級：十一番隊隊長（第七代劍八）。於小說「Spirits Are Forever With You」中登場。
痣城劍八／痣城雙也（Azashiro Kenpachi／Azashiro Sōya）
護廷十三隊階級：十一番隊隊長（第八代劍八）。於小說「Spirits Are Forever With You」中登場。
鬼巖城劍八／鬼巖城五助（Kiganjō Kenpachi／Kiganjō Gosuke）
日本配音：藤原貴弘
護廷十三隊階級：十一番隊隊長（第十代劍八）。
生日：10月5日，身高：225公分，體重：316公斤。下唇有兩枚刺釘的黝黑彪形大漢。鬼巖城為自稱，舊名五助。原本是個流魂街出身的無賴，因為戰勝了第九代劍八，封自己為新一任劍八，在其得意之時遇上了更木，與更木展開決鬥，最後敗北被殺。
更木劍八（Zaraki Kenpachi）
日本配音：立木文彥；台灣配音：李香生→曹冀魯／高銘孝（劇場版2・緯來版）；香港配音：譚漢華→黎家希（DVD版）／陳旭恆（Animax版）／劉文光（劇場版1）／張振聲（劇場版2、3）
護廷十三隊階級：十一番隊隊長（第十一代劍八）。
草鹿八千流（Kusajishi Yachiru）
日本配音：望月久代；台灣配音：錢欣；香港配音：林司聰→陳安瑩（DVD版）／鄭佩嘉、林寶怡（Animax版）／莊巧兒（劇場版3）
護廷十三隊階級：十一番隊副隊長（屍魂界篇～千年血戰篇）。
生日：2月12日，身高：109公分，體重：15.5公斤。女性死神協會會長。粉紅色頭髮，面有紅暈，身材在十三隊隊員中最為矮小，移動時總是在趴在劍八肩頭，與劍八同樣方向感不佳，習慣運用直覺判斷敵我，純粹仰賴自身的本能作戰。出身於流魂街治安第二差的流魂街79『草鹿』地區，本為無名的孤兒，由於小時（嬰兒時期）不懼怕殺戮的表現，被劍八收養照顧，『八千流』這名字為劍八所取，因為劍八將「初代劍八」卯之花八千流視為景仰的對象，故帶著對卯之花的嚮往而賦與她這個名字。是少數沒有通過入隊測驗便當上副隊長的護廷十三隊成員。
相當愛好甜食，尤其是金平糖。劇情（含番外）中亦多次表現出她的大食量。私底下亦經常將女性死神協會的經費拿去買零食和玩具，並將她的蒐集品藏在朽木家的大宅裡（朽木白哉對此完全不知情）。而根據官方小說的描述，八千流也相當擅長下黑白棋，在一護等人返回現世之前，還曾經和一護下棋並贏過對方，甚至聲稱對方的棋藝「比她還要差一百億倍」。喜歡替別人起暱稱，稱呼劍八「阿劍」，黑崎一護「小一」或「阿一」，動畫版則稱呼朽木白哉「白君」（台版則翻譯成「大白」），並且經常戲弄斑目一角。是最了解劍八的人。
屍魂界篇，只憑瞬間爆發的靈壓，就驚退了前來通報的裏廷隊員。身手敏捷程度還讓一護完全無法察覺她的移動，甚至還可以在背負劍八的情況下，迅速的從地面移動至樓房的頂端。當一護和劍八在瀞靈廷對戰時，八千流始終在旁觀看兩人的決鬥，並且在雙方重傷倒地的同時，感謝一護讓劍八體驗難得的精彩決鬥，便聯絡四番隊隊長卯之花烈為劍八處裡傷勢。其後因為感受到井上織姬的靈壓，出現在逃離十二番隊隊長 涅繭利追殺的荒卷真木造與織姬的面前，將兩人帶往十一番隊舍，與劍八、一角、弓親會和，還和織姬等人共同行動了一段時間。
破面篇，和涅音夢為日番谷先遣隊分發靈魂糖果。與更木劍八抵達虛圈戰鬥，曾被井上織姬設下「三天結盾」保護過一段時間，戰後離開虛圈與眾人會合。之後開始將交叉骨頭圖案的髮飾戴在左邊頭上，髮型也修剪成較為清爽的模樣，偶爾還會藏在劍八的衣服裡，偷偷跟著劍八行動。
代理死神消失篇，跟著護廷十三隊所有正副隊長灌輸各自的靈壓，協助浦原喜助製成幫助一護恢復死神力量的靈刀，並在劍八戰勝於沓澤後，提醒劍八必須和來到現世的死神一起回到屍魂界，才能避免山本總隊長的責罵。
千年血戰篇，和其他副隊長討論流魂街魂魄消失事件的調查報告。在劍八在和卯之花烈戰鬥期間，發現前者事先放在辦公室的眼罩。及後於瀞靈廷化為冰之宮殿時，協助四番隊副隊長 虎徹勇音從敵陣取得軟墊和藥物，為解救遭「V」葛納爾·李脅持的勇音而出拳攻擊對方，反遭葛納爾毆傷右臉頰，繼而以本能破解葛納爾的能力，解放斬魄刀將其砍成重傷，但被隨後而來的「V」葛雷密·托謬弄傷手臂，後由於更木劍八趕到現場解危才得以脫險，卻在劍八結束戰鬥短暫失蹤，於劍八對抗「M」傑拉爾·瓦爾基里期間再次出現，藉著讓劍八使用自己的力量，幫助劍八使出卍解。無形帝國戰役落幕十年後，劍八透露八千流已不在護廷十三隊。
小說「WE DO knot ALWAYS LOVE YOU」有補充，在勇音治療八千流後，八千流臨走前說出了：「小劍終於呼喚我了。」所以八千流應為劍八尚未解放野晒時，實體化的姿態，這也就能解釋為何劍八一解放野晒，八千流便消失無蹤的原因。以及之後在劍八的內心意識引導劍八解放卍解的情況。
斬魄刀『三步劍獸』（Sanpo Kenjuu）
解放語「出來吧、三步劍獸！」
護手呈現五瓣梅花形，短刀身，刀鞘末端有著斑目一角製作、方便拖行的輔助輪。解放斬魄刀後，刀身無特殊變化，但會分別出現兩個小鬼，前者為蓄有毛髮，額頭和下顎長著骨質長角，穿著黑色毛皮，手持戟的長臉骷髏，後者為渾身被毛皮覆蓋，僅能看見雙眼，身材矮胖，手持菜刀的生物。當八千流揮刀攻擊敵人的時候，兩個小鬼會分別跟在她的前方和後方，並模仿她的動作朝敵人發動攻擊。此外，八千流亦能自行決定是否要讓兩個小鬼隨之現身，屬於「三位一體」的物理性攻擊。據八千流所稱，無論敵方有無躲過她的攻勢，都會被此刀所傷，而且越看準時機迴避她的攻勢，反而越會錯過迴避的時機而遭此刀砍傷，所以她才會仰賴戰鬥直覺操作這把刀（此也對應過去劍八的內心獨白中，她所提出的建議便是「照感覺去打較好了」）。
斑目一角（Madarame Ikkaku）
日本配音：檜山修之；台灣配音：林谷珍／陳幼文（劇場版2・緯來版）；香港配音：陳冠宏（DVD版）／黎景全（Animax版）／李家傑（劇場版2）、陳健豪（劇場版3）
護廷十三隊階級：十一番隊第三席（屍魂界篇～千年血戰篇） → 十一番隊副隊長（結局～）。
生日：11月9日，身高：182公分，體重：76公斤。光頭，留著紅色眼影，時常為小事激動。習慣戰前跳足尖舞，討厭別人拍他的頭頂或稱他作「禿頭」，但經常被八千流稱作「小鋼珠頭」。自稱「護廷十三隊運氣最好的男人」，時常將「幸運」掛在嘴邊的熱血男子。他為了以防萬一在斬魄刀的刀柄末梢常駐藏有十分有效的止血藥，也是護廷十三隊武器折損頻率最高的成員。不會使用鬼道。手很巧，也擅長家政類事物。八千流斬魄刀上的繩帶和輪子就是他做的。流魂街出身，與綾瀨川弓親還在流魂街時就相互認識，兩人情誼甚篤，並且同時進入護廷十三隊。與射場是好友關係，稱呼射場「射場先生」，與其在取酒戰打成平手。
屍魂界篇，被黑崎一護擊倒，因為不肯對涅繭利透露一護的相關情報，在醫護所遭到涅繭利的毒手前被劍八及時解圍，後來轉而協助一護等人。曾親自指導阿散井戀次學習「卍解」，但不肯讓綾瀨川弓親和阿散井恋次以外的人知道他會「卍解」（後來被七番隊的射場鐵左衛門、狛村左阵、十二番隊的涅繭利、阿近和代理死神一護等人知道），在藍染等人叛變後拒絕升遷隊長。受隊長 更木劍八影響而活的人，在進入護廷十三隊前曾在流魂街與劍八搏鬥並敗給對方。和剑八一样是个战斗狂，喜欢使用看似无序的方式攻击，唯一的心願就是能在隊長身邊戰死。是黑崎一護在瀞靈廷的「損友」之一（還包括了戀次、弓親等「不打不相識」之人）。
破面篇，受戀次之託同行，作為日番谷冬獅郎先遣小隊的成員被派遣到現世，與綾瀨川弓親寄住在淺野啟吾的住處。以卍解「龍紋鬼燈丸」與破面·No.13 艾多拉德展開激烈交戰並戰勝，救了當時險遭波及的淺野啟吾。在護廷十三隊於空座町決戰時，由於不願當眾使出「卍解」，被破面·No.25 奇農重傷，由一角負責把守的那根轉界結柱也因此斷裂，後來被狛村與射場所救，但也因為不肯使出「卍解」協助作戰一事，被射場出言責備。空座町大戰結束後，一角開始在他的右邊肩膀，配戴包覆右肩至手肘，寫著「龍」字的金色護臂。實力甚至進步到只憑肌肉的力道，就能使脫臼的肩膀恢復原狀。
代理死神消失篇，跟著護廷十三隊所有正副隊長灌輸各自的靈壓，協助浦原喜助製成幫助一護恢復死神力量的靈刀，和劍八、白哉、戀次、冬獅郎、露琪亞現身在一護的面前，和獅子河原展開決戰並成功打倒對方。
千年血戰篇，和弓親調查流魂街居民忽然消失的訊息，並於星十字騎士團進攻屍魂界時負責守衛瀞靈廷。敵軍撤退後在綜合救護所治療時，得知劍八遭重創敗北而情緒失控。及後於瀞靈廷化為冰之宮殿的時候，發現天色逐趨昏暗，提醒檜佐木修兵和綾瀨川弓親提防敵人的攻勢，仍遭「S」馬斯科·多·馬斯庫林從後方偷襲而重傷倒地。為了不讓敵軍追擊試圖阻止友哈巴赫進攻靈王宮的一護，偕同戀次、白哉、露琪亞、修兵、弓親對抗八名星十字騎士團成員，被「Z」吉賽爾·茱艾兒操控變成殭屍的「E」邦比愛塔·芭絲塔拜茵炸成重傷，企圖阻止弓親對變成殭屍的冬獅郎發動攻擊，反遭殭屍化的冬獅郎凍傷右腿並從後方偷襲成傷。經過浮竹、勇音、花太郎的治療順利復原，偕同其餘尚能作戰的正副隊長們透過浦原喜助等人襄助闖進靈王宮。
官方小說「Can't Fear Your Own World」中補述戰後接受修兵的採訪，還原無形帝國戰役的相關細節。無形帝國戰役落幕十年後，一角接替八千流升遷為十一番隊副隊長。
獄颐鸣鸣篇，中已成為戀次和露琪亞的女兒阿散井莓花的師父，舉行魂葬禮祭期間和其他副隊長被派往現世捕捉作為祭品的虛，迎擊來犯的地獄惡靈。
作者在附錄特典集賦予一角的關鍵詞為「鬪」。
斬魄刀『鬼燈丸』（Hoozukimaru）
一次解放語「伸長吧、鬼燈丸！」。
型態是一隻紅纓槍。
二次解放語「裂開吧、鬼燈丸!」。
型態是三節棍。
卍解『龍紋鬼燈丸』（Ryuumon Hoozukimaru）
雙手各持巨刀，背上的巨大扇形刀刃有一條龍紋，為隨著時間過去，慢慢地蓄積力量及加強攻擊力的解放型態，當龍紋積蓄到紅色全滿時，即其殺傷力和靈壓達到最大值。一角曾在破面篇對抗艾多拉德時施展卍解，但被對手直接擊碎了龍紋鬼燈丸，後委託十二番隊的阿近協助重組恢復，然而其卍解的威力亦因此不如從前那般強悍。
綾瀨川弓親（Ayasegawa Yumichika）
日本配音：福山潤；台灣配音：正昇／官志宏（劇場版2・緯來版）；香港配音：葉偉麟（DVD版）／陳旭恆（Animax版）／郭俊廷（劇場版2）、郭湛深（劇場版3）
護廷十三隊階級：十一番隊第五席（屍魂界篇～千年血戰篇） → 十一番隊第三席（結局～）。
生日：9月19日，身高：169公分，體重：56公斤。深紫色短髮（還在流魂街時蓄長髮），淡紫雙瞳，初期將紅色與黃色的羽飾附在右邊眉頭與眼角，其死霸裝綴有相連的橘色圍領與右手袖套。八千流習慣暱稱他「小弓」。個性非常愛美，自稱記不得相貌不揚的對象。與曾任十一番隊隊員的七番隊副隊長 射場鐵左衛門是朋友，習慣稱呼對方「阿鐵」。
流魂街出身，與班目一角加入護廷十三隊以前就相互認識，對一角的感情非常忠誠，二者之間是彼此敬重和信賴、尊重彼此的想法，卻深深對彼此有著很深的感情。弓親曾表示，自己真正想要的位階是三席，但因為一角已經擔任三席的職位，自己又認為四席是個不漂亮的數字，因此才選了和「三」最接近的五席就職，但有副隊長級實力，心思慎密且具備著敏銳的觀察力。為了不被十一番隊知道他的斬魄刀是鬼道系，平時都使用解放一半的「藤孔雀」戰鬥，只有在不被任何人看到的情況下，才會使出斬魄刀真正的解放姿態「琉璃色孔雀」。
屍魂界篇，和志波岩鷲在瀞靈廷展開追逐戰，被岩鷲用煙火炸成輕傷，後來轉而協助一護等人，以「琉璃色孔雀」擊敗九番隊副隊長檜佐木修兵。
破面篇，作為日番谷冬獅郎先遣小隊的成員，被派遣到現世，破面襲擊空座町時，為先遣小隊聯絡技術開發局以爭取「限定解除」，並且與斑目一角寄住在淺野啟吾的住處。與護廷十三隊成員在空座町作戰時，與破面·No.20 夏洛特展開激烈交戰，以「琉璃色孔雀」殺死他，後因一角被擊倒而衝動地要去救援，被吉良以穿點麻醉。大戰過後，弓親摘下了原先貼在眉頭與眼角的羽毛，除了在雙眼角與耳後側貼上新的羽絨綴飾，將右邊的瀏海綁成一束小辮子以外，還開始在死霸裝裡面穿著高領服，並配戴一條肩帶〔動畫366回片尾中的弓親還是為17個月前的姿態〕。
代理死神消失篇，跟著護廷十三隊所有正副隊長運用自己的靈壓，協助浦原喜助製成協助一護恢復死神力量的靈刀。
千年血戰篇，後來和一角負責調查流魂街居民忽然消失的訊息，並於星十字騎士團進攻屍魂界時負責守衛瀞靈廷。及後於瀞靈廷化為冰之宮殿的時候，為了提防敵軍趁著天色昏暗之際展開突襲，試圖在跟隨一角和修兵的潛行期間避開敵軍的視線，仍遭「S」馬斯科·多·馬斯庫林從後方偷襲而重傷倒地。為了不讓敵軍追擊試圖阻止友哈巴赫進攻靈王宮的一護，偕同戀次、白哉、露琪亞、一角、修兵對抗八名星十字騎士團成員，被「Z」吉賽爾·茱艾兒操控變成殭屍的「E」邦比愛塔·芭絲塔拜茵炸成重傷，後因為見到變成殭屍的冬獅郎重創一角，憤而挺身準備解放琉璃色孔雀對抗冬獅郎，反遭其砍成重傷而不支倒地。經過浮竹、勇音、花太郎的治療順利復原，偕同其餘尚能作戰的正副隊長們透過浦原喜助等人襄助闖進靈王宮。
官方小說「Can't Fear Your Own World」中補述戰後接受修兵的採訪，還原無形帝國戰役的相關細節。無形帝國戰役落幕十年後，弓親摘掉貼在眼角和耳側的羽飾，還在死霸裝外罩著短披風，如願升遷為第三席。獄颐鸣鸣篇將頭髮整理成較柔順的模樣，分別在死霸裝內外搭配高領內襯衣和新的短披風，雙耳配戴羽飾。為戀次和露琪亞的女兒阿散井莓花仰慕的對象。
作者在附錄特典集賦予弓親的關鍵詞為「美」。
斬魄刀『琉璃色孔雀』（Ruri'iro Kujaku）
假解放語「綻放吧、藤孔雀!」
平時刀身呈現彎曲狀，解放一半時會變成4支刀刃。因爲十一番隊注重直接斬擊，所以弓親每次都用「藤孔雀」（Fuji Kujaku）來解放它。
真解放語「輝煌的開屏吧、琉璃色孔雀!」
鬼道系斬魄刀，伸出琉璃色的藤抓住敵人，隨著時間的過去吸取別人的靈力，而觸手上的花也會依著靈力吸收程度而慢慢開花，到達盛開時就是敵人靈力耗盡之時。每次使用過後，弓親的情緒就會異常愉快。此外「琉璃色孔雀」吸足靈力並解除始解後，弓親可藉著吸吮從「琉璃色孔雀」藤蔓上掉落的花朵補充體力和靈力。目前護廷十三隊的其他成員中，只有檜佐木修兵知道弓親「琉璃色孔雀」的真正能力，弓親為了不被十一番隊討厭，要求修兵對此保密。動畫版弓親施展「琉璃色孔雀」的能力時，眼睛的顏色會變成琉璃色，同時被弓親吸吮過的靈子花朵會變成白色。
鬼道
弓親本人的鬼道天賦很高，但是因為身處崇尚真刀真槍的十一番隊，所以使用鬼道的機會較少。
破道之五十七·大地轉舞
千年血戰篇使用，以靈力令地面大量的岩石騰空浮起，然後一舉擲向對手。
荒卷真木造（Aramaki Makizou）
日本配音：長島雄一；台灣配音：劉傑；香港配音：譚漢華→葉偉麟（DVD版）
護廷十三隊階級：十一番隊第十五席官（共有二十人）。被副隊長八千流稱呼為「小鬍子」。
屍魂界篇當中，受石田雨龍委託，將井上織姬帶離十二番隊長涅繭利戰鬥現場，並且將她託付與十一番隊會合。之後跟著劍八、八千流、一角、弓親以及雨龍一行人短暫行動段時間。
一之瀨真樹（Ichinose Maki）
護廷十三隊階級：十一番隊隊員（動畫原創）。

## 十二番隊（技術開發局）
- 隊花：薊，象徵的精神：報復、嚴格、獨立。

由隊長涅繭利掌握絕對權力的獨裁部隊，十二番隊旗下有著浦原喜助在任時創立的技術開發局，隊長亦同時擔任技術開發局的局長。110年前隊長涅繭利與副隊長阿近都被時任隊長浦原喜助帶出蛆蟲之巢並進入技術開發局；自浦原喜助百餘年前被逐出屍魂界之後，涅繭利憑藉著將斬魄刀結合了眠五號的技術，由此接任隊長的職位。待在研究室內的成員通常會在死霸裝外穿上白色的實驗室長外套。該隊有許多成員的外貌，皆為超越人形的模樣。在某些特定情況下，該番隊也會負責執行治療傷患的工作。
善定寺有嬪（Zenjouji Uhin）
護廷十三隊階級：十二番隊隊長（初代）。
曳舟桐生（Hikifune Kirio）
護廷十三隊階級：十二番隊隊長 → 王屬特務「零番隊」（110年前）。
浦原喜助（Urahara Kisuke）
日本配音：三木真一郎；台灣配音：李香生→曹冀魯／官志宏（劇場版2・緯來版）；香港配音：陳冠宏（DVD版）／陳旭恆（Animax版）／郭俊廷（劇場版2、3）
護廷十三隊階級：二番隊第三席 → 十二番隊隊長（110年前） → 浦原商店店長（現在）。
技術開發局初代局長。
涅繭利（Kurotsuchi Mayuri）
日本配音：中尾隆聖；台灣配音：林谷珍／陳幼文（劇場版2・緯來版）；香港配音：黃志明→陳旭明（DVD版）／陳旭恆（Animax版）／張振聲（劇場版2、3）
護廷十三隊階級：十二番隊第三席（110年前） → 十二番隊隊長（現在）。
技術開發局初代副局長 → 第二代技術開發局局長。瀞靈廷通信藥物實驗專欄「健腦藥」作者。
猿柿日世里（Sarugaki Hiyori）
日本配音：高木禮子；台灣配音：錢欣郁；香港配音：林芷筠（DVD版）／林寶怡（Animax版）
護廷十三隊階級：十二番隊副隊長（110年前） → 假面軍勢成員（現在）。
技術開發局研究室室長。
涅音夢（Kurotsuchi Nemu）
日本配音：釘宮理惠；台灣配音：錢欣／王瑞芹（劇場版2・緯來版）；香港配音：莊巧兒→陳安瑩、林芷筠（代配）（DVD版）／賴芸芬→葉嘉敏（Animax版）
護廷十三隊階級：十二番隊副隊長（屍魂界篇～千年血戰篇）。
生日：3月30日，身高：165公分，體重：52公斤。女性死神協會代理副會長。
是由涅繭利所「做出」的女兒，是他集義骸及義魂技術的精粹所作的「最高傑作」。體態修長，綁束一條辮子，頸部有紅圈飾，其死霸裝呈現短裙和服的模樣，穿著厚底木屐。身手敏捷，性格沉默寡言且鮮有情緒波動，對涅繭利絕對忠誠，尊稱涅繭利為「繭利大人」。由於血液與涅繭利體質相同，所以不會中「金色疋殺地藏」的毒，亦因此和涅繭利有著共同的喜好。身為涅繭利創造出來的人造魂魄「眠七號」，在這之前已有多個個體被創造出來，由於創造她的實驗過程相當艱辛，且唯獨其倖存迄今，涅繭利亦因此非常留意她的思考和行動，以防範她為護主而做出違背命令的行為。涅繭利在她體內放置多種藥劑，防範其身體遭敵人吞食侵入，且在其副官章裡面藏有「金色疋殺地藏」的解毒劑。不同於其他番隊的副隊長，音夢本身並沒有專屬的斬魄刀，但由於本身就是經過改造的人造魂魄，因而有著能夠輕易搬開、甚至破壞厚重石壁的驚人力道。還曾經在私底下接受十一番隊副隊長草鹿八千流的委託，在朽木白哉的宅邸建造活動基地與秘密機關。
屍魂界篇，替涅繭利牽制並擋下石田雨龍的攻擊，忍受涅繭利的虐打，後來為了感謝雨龍沒有殺害涅繭利，將「金色疋殺地藏」的解毒劑交給雨龍服下。
破面篇，在虛圈中遭到十刃·No.8薩爾阿波羅的「受胎告知」影響，身體的所有皆被薩爾阿波羅所奪並「誕下」薩爾阿波羅，後來經過涅繭利的修復而順利「復活」，受涅繭利命令挖掘出薩爾阿波羅的實驗儲藏所，並且協助阿散井戀次與石田雨龍處理傷勢。與涅繭利成功開啟黑腔，協助黑崎一護和四番隊長卯之花烈前往現世。戰後離開虛圈與眾人會合，並將頸部的紅圈飾換成蝴蝶領結。
代理死神消失篇，跟著護廷十三隊所有正副隊長灌輸各自的靈壓，協助浦原喜助製成幫助一護恢復死神力量的靈刀。
千年血戰篇，和其他副隊長聊到流魂街居民消失案件時，向其他副隊長聲稱對涅繭利的行動絲毫不知情，堅稱涅繭利不會犯下任何過錯，並於無形帝國再度侵犯瀞靈廷時，穿戴涅繭利發明的特製裝備出現在敵軍面前，先後協助涅繭利對抗「Z」吉賽爾·茱艾兒和「C」佩尼達。獨自判斷上前並遞給涅繭利「補肉劑」，接著聽命以「神經凝結劑」欲毒死對方，但遭吸收「魔胎伏印症體」的佩尼達破解。之後挺身而出以「義魂重輪槍」重擊佩尼達，然而隨後慘遭對方粉身碎骨並遭到吞噬，但因過去涅繭利曾給她植入能夠強制細胞加速分裂的特殊器官，此時涅繭利取回了幫助她抑制該機制的大腦，使得佩尼達在吞噬她的肉塊後自爆身亡。無形帝國戰役落幕後，涅繭利重新培養出稱為「眠八號」的小女孩，帶著她去修復地帶調查。
特殊技「義魂重輪槍」
從右手掌心釋放出以魂魄力轉化的高密度靈彈攻擊。
阿近（Akon）
日本配音：奧田啟人、三宅華也（少年）；台灣配音：劉傑→于正昇→林谷珍→于正昇（千年血戰篇）、馮嘉德（少年）；香港配音：黎家希→陳志強→劉文光（DVD版）／黎景全（Animax版）
護廷十三隊階級：十二番隊第三席官（屍魂界篇～千年血戰篇） → 十二番隊副隊長（結局～）。
技術開發局副局長。留著黑短髮的單眼皮男性，額頭上的三隻小尖角，是自己開玩笑裝上去的。經常皺著眉頭，通常待在研究所進行工作，週遭的人皆以「阿近」來稱呼他，有抽菸的習慣。平時個性冷靜從容，唯獨在面對涅繭利和浦原喜助的時候，特別容易被對方打亂自己的步調，甚至會當場發脾氣，但在關鍵時刻則會表現出過人的責任感。
110年前，外貌還是小孩子模樣，由浦原喜助帶出蛆蟲之巢，在技術開發局工作，似乎與涅繭利較親近，還曾在對方不知情的情況下，於前者的辦公室裡暗地裝設錄像蟲，經典動作是側頭躲過日世里的一腳。
破面篇，協助斑目一角拼湊遭破面摧毀的「龍紋鬼燈丸」，但此斬魄刀是在處於卍解的狀態下遭敵方損毀，故沒能完全恢復成原本的強度。後於空座町大戰尾聲出現在亂菊面前，告知涅繭利前往虛圈進行調查的消息。
千年血戰篇，和其他隊員在研究所裡，收到虛不停被消滅的異常訊息。透過通訊系統對龍之介發佈緊急歸隊的命令，順勢告知黑崎一護等人關於無形帝國入侵屍魂界、造成包含雀部長次郎在內共117名成員死亡的消息後，和涅繭利出席隊長招集會議，呈報無形帝國襲擊事件的調查結果。並且在星十字騎士團進攻屍魂界時迫於情況緊急，在沒有收到上級命令的情況下，試圖透過一護的代理證取得聯繫，但發現一護將代理證遺留在現世的浦原商店裡，轉而透過通訊系統聯絡浦原喜助，對一護說明屍魂界遭到星十字騎士團進攻的緊急情況。當一護被「J」基路傑·歐丕的能力影響受困黑腔內部時，阿近試圖協助一護脫逃時，和其他隊員先後被「L」佩佩·瓦卡布拉達以及夏茲·多米諾重創，但仍成功幫一護打開黑腔。星十字騎士團返回根據地後，近接受救護班的治療，自行離開綜合醫護診所返回工作崗位，並且在瀞靈廷化為冰之宮殿的時候，指揮隊員運用改造蟲變造並利用敵方建築物裡的機械。
結局，無形帝國戰役落幕十年後，阿近被正式提拔為十二番隊副隊長。
獄頤鳴鳴篇，舉行魂葬禮祭期間和其他副隊長被派往現世捕捉作為祭品的虛，迎擊來犯的地獄惡靈。
特殊技「熔」
取用隨身攜帶特殊的瓶子並釋放其中的物質，唸出連串指定數字後，施術者在前方劃出夾雜矩形的光線，可讓範圍內的指定對象身軀瞬間熔解。
因幡影狼佐（Inaba Kagerōza）
護廷十三隊階級：十二番隊第七席官（動畫原創）。
鵯州（Hiyosu）
日本配音：松本考平；台灣配音：李香生→吳文民
護廷十三隊階級：十二番隊隊士。
技術開發局科長。一頭妖怪臉，有著圓滑的頭型與寬廣的身材，左眼眶附近裝著小型的轉動式把手，經常會將自己的眼睛彈出來。
千年血戰篇，星十字騎士團入侵時，幫忙近發送向黑崎一護求救的訊息，後來為了阻止受到敵方控制的兜丹坊，被遭到控制的壺府凜持刀刺傷右胸。
壺府凜（Tsubokura Rin）
日本配音：齊木美帆；台灣配音：馮嘉德→錢欣；香港配音：張穎康→Jessie
護廷十三隊階級：十二番隊隊士。
技術開發局靈波測量單位職員。留著酒紅色的中短頭髮，頭上綁著一束小短辮，嗜吃甜食。
動畫原創劇情中，還與花太郎到現世協助完成一位地縛靈廚師做蛋糕給母親的心願，在近與浦原喜助透過通訊系統聯絡的時候，因為見到近被喜助的反應刺激、當場動怒的場面，而為此感到相當無言。
千年血戰篇，星十字騎士團入侵時，幫忙近發送向一護求救的訊息，後來在受到敵方操控的情況下，持刀刺傷準備阻止兜丹坊的鴨州。
久南妮可（Kunan Nico）
日本配音：神田朱未
護廷十三隊階級：十二番隊隊士。
是從浦原喜助創建技術開發局時期留任至今的隊員。綁著兩束髮辮，配戴圓框眼鏡。久南白的妹妹，對白無理取鬧的行徑傷透腦筋。
千年血戰篇，在受到夏茲·多米諾重創的近接受醫護班的治療後，主動關心回到工作崗位的近，並意外地和前者透過錄像蟲，窺見涅繭利製作的某樣事物而備感震驚。
采繪
日本配音：慶長佑香
護廷十三隊階級：十二番隊隊士。
技術開發局研究素材捕捉科科長。蓄著深色波浪長髮，左眼被頭髮覆蓋，有著巨乳的女性。僅在單行本第41集頁角草稿畫登場。
由嶌歐許（Yushima Ōko）
護廷十三隊階級：十二番隊隊士（動畫原創）。
？
日本配音：櫛田泰道；台灣配音：劉傑
護廷十三隊階級：十二番隊隊士。
本名不詳。阿散井、吉良、雛森的學生後輩，自學生時代開始便相當仰慕雛森，畢業後為了接近雛森，參加護廷十三隊的入隊測驗卻三度落榜，直到第四次才順利通過測驗，成為十二番隊隊士。屍魂界拯救篇，受涅繭利的命令，準備將石田雨龍和井上織姬引誘到十二番隊隊舍，最後卻被涅繭利當成人肉炸彈引爆身軀致死。

## 十三番隊（淨化隊）
- 队花：待雪草，象徵的精神：希望。

專門派遣隊員到現世執行魂葬與淨化虛的番隊。因為浮竹的人品，隊士之間的感情十分深厚，隊風溫暖和煦。不過也因為浮竹體弱多病的緣故，管理番隊的責任幾乎都落在海燕的身上。海燕死後並未再設副隊長，而由兩位三席來代理職務。直到空座町大戰結束後，朽木露琪亞才在第二部劇情正式接替海燕的職缺，成為新任十三番隊副隊長。其後浮竹於護廷十三隊對抗無形帝國期間戰死，露琪亞接替浮竹成為繼任隊長。
逆骨才藏（Sakahone Saizou）
護廷十三隊階級：十三番隊隊長（初代）。
浮竹十四郎（Ukitake Jushiro）
日本配音：石川英郎、藤原夏海（少年時期）；台灣配音：林谷珍／官志宏（劇場版2・緯來版）；香港配音：陳健豪→李建良（DVD版）／李建良（Animax版）／郭俊廷（劇場版2、3）
護廷十三隊階級：十三番隊隊長（110年前～千年血戰篇）。
生日：12月21日，身高：187公分，體重：72公斤。男性死神協會理事・前瀞靈廷通信武俠小說連載「雙魚的拒絕」作者。
特徵是白色的過肩長髮（就讀真央靈術院時蓄著短髮，但在110年前的時期，則將長髮束成馬尾狀）。露琪亞的直屬上司，卻像父親般看待露琪亞。為人善良，溫厚篤實且熱愛和平，平等地看待死神及人類。是提議屍魂界利用代理死神許可證監控代理死神的策劃者。喜歡的食物是梅子乾茶泡飯與牡丹餅，也喜歡喝帶點甜味的茶。平時有種植與修剪盆栽的嗜好，但對於盆栽的基本美感卻是毫無概念。閒暇時喜歡餵食雨乾堂的鯉魚，這也使得十一番隊副隊長 草鹿八千流還為此潛入朽木家的大宅，偷撈養在朽木家宅邸內的珍貴錦鯉並放養至雨乾堂，作為給浮竹探病的禮物，而浮竹本人對此則是絲毫不知情。由於浮竹和十番隊長日番谷冬獅郎同樣有著銀白的頭髮，且兩人的日文名字都隱含著「白色（Shirou）」的讀音，因此私底下對冬獅郎格外關照，甚至還會將許多零食塞給他。
下級貴族出身，是八兄弟姊妹的長兄（弟五個、妹兩個）。三歲那年首次發病，導致他的髮色變為全白，病危之際，雙親將其送往由靈王遺落的右臂化身的獨目大神（Mimihagi，東立譯名：耳萩大人）的祠堂，獨目大神以取走其肺臟的代價，賦予浮竹可成為靈王替身的力量。鑒於本身的健康狀況不佳，所以將隊中要務交給下屬承辦。與八番隊隊長京樂春水是絶對信賴的好友，兩人不僅同是總隊長山本元柳齋重國的弟子，更是山本總隊長創辦真央靈術院以來，最先當上隊長的兩位學生。朽木白哉稱呼他為「浮竹前輩」。浮竹對於山本總隊長則是尊稱他「元柳齋老師」。同時也是護廷十三隊裡，少數擁有兩百年以上資歷的隊長（另外三名隊長為山本元柳齋重國、卯之花烈、京樂春水）。
作為護廷十三隊的隊長，浮竹向來不輕易干涉兩人之間的決鬥，尤其是該場決鬥攸關當事者的尊嚴時，甚至還會命令部下不得隨意加入戰局（海燕殉職事件即是一例），但若是戰局逐趨險峻的情況則另當別論。對於女性或是較為年幼的對手，則抱持著無論如何都不會主動出擊的原則。也因為他的斬魄刀能夠吸收並釋放對手的攻擊，甚至還可以調整吸收對手攻擊的威力、速度和時間差，被十刃No.1 柯雅泰·史塔克評為「有著和善的外貌，卻具備著相當險惡的能力」。
距離故事開始的百餘年前，浮竹親自拜訪身為沒落貴族家長男的志波海燕，並邀請對方成為十三番隊的副隊長。雖然海燕認為護廷十三隊還有很多才華更勝於他的人才，還一度有意婉拒浮竹的推舉，但最終還是接受這項請求，成為浮竹的副隊長。後來時任十三番隊第三席兼海燕的妻子志波都，在某次執行任務的途中，被藍染惣右介改造的虛殺害。海燕為了替被虛殺害的都報仇，意圖討伐虛卻反遭控制，當時的浮竹認為這場戰鬥攸關海燕的尊嚴，因此不准露琪亞出手援救海燕，結果被虛操控的海燕為了將虛徹底消滅，命露琪亞親手結束他的生命。而這件事情，亦在露琪亞的心裡留下陰霾。志波夫妻身故之後，浮竹認為他的副隊長之位屬於海燕，因此直到第二部劇情之前，都未設新副隊長。而是讓兩位三席小樁仙太郎與虎徹清音負責代理隊長的職務。
屍魂界篇，初次登場是在隊長召集會議過後，當時浮竹因為身體不適留在雨乾堂休養，沒能參加隊長召集會議。當他在懺罪宮的橋上，首次見到為了拯救朽木露琪亞而闖入屍魂界的黑崎一護時，便因為一護與志波海燕相像的容貌感到驚訝不已。得悉露琪亞獲判死刑時，因激動詰問朽木白哉毫不動容、冷酷無情的原因而吐血。其後浮竹更親自寫了一封陳情書，委託仙太郎與清音交給四番隊隊長卯之花烈，為當時被捲入一護等人與屍魂界的衝突、因而幫助一護等人的四番隊第七席山田花太郎赦免責罰。之後浮竹有鑑於對中央四十六室的諫言沒人肯聽，決定要自行設法阻止露琪亞的死刑，後與京樂春水聯手用上頭有四楓院家徽的盾狀物破壞雙殛，之後共同對決他們的老師山本元柳齋重國。是屍魂界中最後與藍染惣右介對話的人，被藍染指為「太過清高」。經過藍染叛變事件後，浮竹親自授與黑崎一護代理死神許可證。讓一護可藉由代理死神許可證，讓靈體脫離身軀化為代理死神作戰。目送一護等人離去時自言自語說：｢跟某個人(志波海燕)還真相似。｣但本人不知道一護亦是志波家的後代，也未將一護與黑崎一心(志波一心)身影重疊，直到一心對戰藍染時才認出來。
破面篇，浮竹與京樂春水和伊勢七緒來到瀞靈廷內的資料庫進行調查，發現藍染曾調閱有關『王鍵』製作的文件。當露琪亞和織姬待在瀞靈廷內修行時，浮竹和檜佐木修兵在十三隊舍後方的修鍊場，觀看兩人的修行過程，還得知修兵在前任九番隊長東仙要叛變後，開始接任瀞靈廷通信編輯長的消息。對於露琪亞好不容易敞開心胸並結交好友一事感到很欣慰，並認為茶渡、雨龍、織姬雖身為人類卻並非等閒之輩，甚至還推測這些人來到屍魂界的話，說不定都會在某一天成為新的死神。織姬被烏爾奇奧拉綁架並前往虛圈的事發隔天，透過影像對一護、露琪亞、班目一角、綾瀨川弓親和日番谷冬獅郎等人傳達織姬遭破面綁架一事。及後與護廷十三隊為了對抗破面軍團到現世作戰。面對NO.1史塔克的從屬官莉莉妮特，浮竹以不能對小孩出手為由，僅以言語相勸並無對戰意願，甚至只憑單手就擋下了莉莉妮特發射的虛閃。浮竹協助京樂春水對抗史塔克，並且以京樂的卍解不能在眾目睽睽的場合使用為由，阻止京樂在戰場上施展卍解。卻遭到汪達懷斯·馬而傑拉從後方襲擊，導致浮竹被貫穿腹部，身受重傷。空座町大戰結束後，浮竹接受治療順利康復，還在門外聽見山本元柳齋重國責備不將隊長羽織當一回事的朽木白哉、京樂春水、更木劍八。他對山本總隊長雖失去左臂但體力恢復一事感到欣慰，並提到能代替山本總隊長的死神還沒在屍魂界出現。
代理死神消失篇，空座町大戰結束1年5個月後，包含浮竹在內的護廷十三隊諸多成員，透過傳令神機收到露琪亞號召眾人加入協助一護恢復死神力量計劃的簡訊，雖然浮竹認為露琪亞的舉動是違反規定的行為，仍出面表態願意支持露琪亞的計劃，隨即在山本總隊長的命令下，跟著所有護廷十三隊正副隊長及部分成員運用各自的靈壓，協助浦原喜助製成幫助一護恢復死神力量的靈刀。然而曾經身為首任代理死神的銀城空吾卻告訴一護，浮竹在頒發代理死神證給一護的時候，就已經刻意隱瞞代理死神證的真正用途，事實上浮竹正是當初提議讓屍魂界利用代理證監視並控制代理死神的關鍵人物，只要對方有任何反抗就一律抹殺，由於所有屍魂界的人員都知道關於監控代理死神的真相，因此那些被派遣來現世和一護會合的死神，都不會對一護伸出援手。不過聽到此訊息的一護表示，本來浮竹可以用其他不會被發現的手段來掩飾，但浮竹卻以「屍魂界會頒發代理證給對屍魂界有重大貢獻的代理死神」為由，使他提早藉由代理證察覺到事情的真相並做出選擇。一護擊敗銀城後，浮竹從部下口中得知一護平安無事的消息，為此感到十分欣慰，但因為身體不適的緣故，沒能和其他隊長迎接前來和總隊長商談銀城安葬事宜的一護。事後京樂春水轉告浮竹，一護似乎是相信著他們才會將代理證帶在身上，令浮竹對一護的成長有所感嘆。
千年血戰篇，無形帝國派遣使者來到屍魂界下達宣戰通告、導致包含一番隊副隊長雀部長次郎在內共117名死神喪生後，浮竹與其他隊長出席隊長召集會議，聆聽十二番隊長涅繭利的調查報告，並且在星十字騎士團進攻屍魂界時負責守衛瀞靈廷，卻在戰鬥期間和其他隊長感應到總隊長山本元柳齋重國靈壓急驟消退的跡象，驚覺山本總隊長已在這場戰爭裡犧牲而受到動搖。待敵軍撤退後，浮竹在諸位隊長（留在綜合救護診所的卯之花烈、朽木白哉、更木劍八，以及當時協助黑崎一護修復斬魄刀的涅繭利除外）瞻仰山本總隊長遺留的斬魄刀時，悲痛地道出後者的遺體被敵方徹底摧毀的消息，但還是在京樂春水的勸諫下重新振作，決定和護廷十三隊攜手度過接下來的挑戰。後於友哈巴赫闖進靈王宮的期間，偵測到靈王宮被闖進的跡象，偕同四番隊副隊長虎徹勇音和四番隊第三席山田花太郎為遭星十字騎士團重傷的護廷十三隊成員進行治療，發現屍魂界逐漸崩壞的跡象，警覺靈王已遭殺害，不惜犧牲自己的性命解放自身「神掛」的力量。
無形帝國戰役落幕後，浮竹的墓碑被立於瀞靈廷某處，十年後春水親自帶酒至其墳前致意。
獄頤鳴鳴篇中，由於山本、卯之花、浮竹的靈力過於強大，導致三者的靈子無法回歸靈界，使得眾死神為三者進行名為「魂葬禮祭」的儀式送走其靈魂，但隨後從地獄現身的地獄獄卒（破面篇時任十刃NO.8）薩爾阿波羅指出死神執行「魂葬禮祭」的儀式，其實是將三者的靈魂送進地獄的行為，隨後浮竹從地獄之門使用斬破刀貫穿薩爾阿波羅的身軀，令其回歸地獄。
作者在附錄特典集賦予浮竹的關鍵詞為「寬」。
斬魄刀『雙魚理』（Sōgyo no Kotowari）
解放語「海浪化為吾之盾牌，雷電化為吾之刀刃，雙魚理！」
逆十手型刀身的雙刀，刀柄末端用一條繩索連接起來，繩索上綴有五張小牌子，與「花天狂骨」、「斬月」同為屍魂界中稀有的二刀流斬魄刀。能力是左手的刀可以吸收對手發射的攻擊（例如虛閃），再從右手的刀釋放回去攻擊對手，甚至能透過兩把刀中間的繩索與五張牌調整吸收到力量，速度，與時間差。在遊戲中則是能使出雷及水的招式。動畫版斬魄刀叛變篇，實體化的雙魚理首次登場。實體化姿態是銀髮碧眼，穿着淺藍色神道服，性格活潑調皮的雙胞胎男孩，帽子邊緣綴有魚鰭形的紅色飾物，並且以書卷召喚兩支扇子作為攻擊方式。
特殊技「神掛」
將靈王遺落的右臂化身的土著神「獨目大神」賦予浮竹的力量，擴散至全身的儀式。
啟動儀式時，浮竹的身上會出現多枚黑色的眼睛圖騰，當力量擴散至全身的時候，即代表施術者的全身五臟六腑全奉獻給獨目大神，並成為獨目大神的化身。
朽木露琪亞（Kuchiki Rukia）
日本配音：折笠富美子；台灣配音：錢欣／馮艾玫（劇場版2・緯來版）；香港配音：林芷筠（DVD版）／莊巧兒→賴芸芬（Animax版）／林芷筠（劇場版1）→蔡雁紅（劇場版2、3）
護廷十三隊階級：十三番隊隊士（屍魂界篇～破面篇） → 十三番隊副隊長（代理死神消失篇～千年血戰篇） → 十三番隊隊長（結局～）。
志波海燕（Shiba Kaien）
日本配音：關俊彥；台灣配音：吳文民；香港配音：葉偉麟→張穎康（DVD版）／陳振聲（Animax版）
護廷十三隊階級：十三番隊副隊長（約40年前）。
生日：10月27日，身高：183公分，體重：68公斤。
沒落貴族「志波家」長男，空鶴與岩鷲的大哥，是黑崎一護在屍魂界的堂兄，也是朽木露琪亞一直渴望的、有如兄長的伙伴。特徵是深藍色的短髮，青色的雙眼，與一護相仿的容貌，左臂前段有個墜天崩塌旋渦紋的刺青。喜好午睡、結交朋友、牡丹餅。在百餘年前便認識少年時期的朽木白哉，稱呼對方為「朽木家的那個小鬼」，並且對於市丸銀僅耗時一年便從真央靈術院畢業的消息亦有所耳聞。
據岩鷲所說，海燕是個天資聰穎的男人，首度參加真央靈術院入學測驗便順利過關，僅耗時兩年便完成真央靈術院所有的課程，而且加入護廷十三隊後，才耗費五年的時間，就正式晉升為十三番隊的副隊長。性情直率且相當照顧他人，一旦遇見不合理的裁決，即便是上層的命令也會據理抗爭，被白哉評為「樂觀得讓人生厭的傢伙」。接受浮竹十四郎的請求，成為十三番隊副隊長之後，於在任時期協助浮竹管理十三番隊。對於旗下成員不論出身一律視為同仁，因而深得隊員的愛載。
在妻子被虛殺死後前往虛的巢穴報仇，但在戰鬥中自身的肉體亦被虛所支配，為了將虛擊敗，隨後被露琪亞連同他一起殺死，這件事亦成為露琪亞心底的陰霾。死後海燕的靈魂，包括靈力及記憶均被虛吸收，隨著虛的靈體在死亡崩解後回到虛圈，被十刃No.9 亞羅尼洛吞噬，之後以海燕生前的外貌再度出現在露琪亞面前，並道出殺死海燕的虛其實是藍染的實驗品。他生前留下「將心託付給夥伴」的遺言，日後亦成為讓露琪亞覺醒並戰勝亞羅尼洛的關鍵。副隊長的職位在他死後一直空缺，由同隊的小椿仙太郎及虎徹清音代理其職務；直到空座町大戰落幕後，露琪亞才接替海燕的職缺，成為新任十三番隊副隊長。無形帝國大戰落幕十二年後，由同隊的小椿仙太郎繼任副隊長的職位。
在動畫版第355話原創新年特別篇，露琪亞正為了如何在新年儀式跳好祝賀之舞感到擔憂時，海燕亦曾出現在夢中鼓勵露琪亞並給予建議，但是其文言文的發言，卻令露琪亞一度感到相當無言。
作者在附錄特典集賦予海燕的關鍵詞為「陽」。
斬魄刀『捩花（Nejibana）』
解放語「水天逆卷、捩花」
解放後為一把綴著藍色纓絨(遊戲中為水藍色纓，動畫及漫畫彩圖中為深藍)的銀色三叉戟（Trident），末端為螺旋形錐狀。屬流水系的斬魄刀，戰鬥時以舞動長戟回轉作主要攻擊，有旋、刺、挑等槍術，並伴隨著周圍產生波濤般的靈子水花，如劈波斬浪般的招數，並隨著長戟一同捲起的波濤把對手壓碎。露琪亞曾說過「海燕大人在攻擊時使用獨特的高架勢，並以單手腕為軸心，以迴轉作為主要攻擊，是舞蹈般的槍術，然後利用伴隨著槍擊一同捲起的波濤，將敵人壓碎並兩斷。」
小椿仙太郎（Kotsubaki Sentarou）
日本配音：遠近孝一；台灣配音：李香生→曹冀魯；香港配音：劉文光→李建良（DVD版）／陳振聲（Animax版）
護廷十三隊階級：十三番隊第三席・副隊長代理（屍魂界篇～千年血戰篇） → 十三番隊副隊長（結局～）。
生日9月22日，身高183公分，體重75公斤。
綁著白色頭巾，下顎蓄著小撮鬍鬚的男子。流魂街出身，性格粗獷，常和虎徹清音一同出現，忠於浮竹，經常伴隨隊長身邊。特徵是與清音一樣的大嗓門。一護與白哉在懺罪宮的陸橋上短暫交鋒後，受隊長指令將露琪亞帶回監獄裡，並代表隊長向四番隊隊長 卯之花宣讀替山田花太郎的求情書。其父親小椿刃右衛門是110年前的七番隊副隊長。
破面篇，空座町大戰後，與浮竹和清音在門外聽到山本總隊長大聲責備白哉、劍八、京樂。代理死神消失篇，跟著護廷十三隊所有正副隊長運用自己的靈壓，協助浦原喜助製成協助一護恢復死神力量的靈刀，並且在黑崎一護戰勝初代代理死神銀城空吾之後，對浮竹通報前者獲勝的消息。千年血戰篇，在星十字騎士團進攻屍魂界時，負責守衛瀞靈廷。
無形帝國戰爭落幕十二年後，已成為護廷十三隊十三番隊副隊長，在獄頤鳴鳴篇舉行魂葬禮祭期間和其他副隊長被派往現世捕捉作為祭品的虛，迎擊來犯的地獄惡靈。
虎徹清音（Kotetsu Kiyone）
護廷十三隊階級：十三番隊第三席官・副隊長代理（屍魂界篇～千年血戰篇） → 四番隊副隊長（結局～）。
志波都（Shiba Miyako）
日本配音：島本須美；台灣配音：馮嘉德；香港配音：劉惠雲
護廷十三隊階級：十三番隊第三席官。
志波海燕的妻子，特徵是束成髮簪的長髮，賢能美貌，是朽木露琪亞的理想和目標。
某次出任務時被大虛殺死，其率領的小隊亦全滅，遺體運回十三番隊隊舍，導致海燕為了替她報仇而到虛的巢穴討伐虛，卻讓海燕因此犧牲了自己的性命。
可城丸秀朝（Kajoumaru Hidetomo）
日本配音：羽多野涉；台灣配音：曹冀魯
護廷十三隊階級：十三番隊第六席官（未知～千年血戰篇）。
蓄著向後梳的短髮，配戴眼鏡與四枚耳環，性情沉穩親切的死神。千年血戰篇，在星十字騎士團入侵屍魂界的時候，對龍之介和志乃說明死神與滅卻師因為理念不合，導致屍魂界在兩百年前對滅卻師發動殲滅戰爭的始末。其後為了守衛瀞靈廷而挺身和敵方作戰，被雨葛蘭·哈斯沃德重創而死。
車谷善之助（Kurumadani Zennosuke）
日本配音：矢部雅史；台灣配音：李香生→曹冀魯；香港配音：李建良（DVD版）／ 黎景全（Animax版）
護廷十三隊階級：十三番隊隊士。
生日：6月25日。留著褐色爆炸頭髮型的死神。被淺野啟吾稱作「阿福大叔」，黑崎一護則稱呼他「芋山先生」。
破面篇，露琪亞被拘捕的期間，代替露琪亞在空座町執行工作，還在一護出示代理死神證時，直言自己從沒見過這項物品（後來這段對話成為一護領悟浮竹十四郎暗示的關鍵）。在破面來襲時躲藏起來，空座町事件中一度陷入昏迷，被淺野啟吾取走斬魄刀，清醒後取回並解放斬魄刀，掩護龍貴、啟吾、水色逃走。空座町大戰結束1年5個月後，依然在空座町工作，卻被一護認為他的能力甚至比想像中還要來得糟糕。
千年血戰篇，之後因為一護取回死神力量的緣故，不再駐留空座町，將原本的空座町駐現世職務交給龍之介與志乃，便先行返回屍魂界。
斬魄刀『土鯰』（Tsuchinamazu）
解放語「早安、土鯰！」
解放時為環狀武器，有兩條緞帶在手柄兩端，握住時會像魚一樣竄動，攻擊方式為在敵人所站立之地突起刺狀土錐刺穿敵人。
行木龍之介（Yuki Ryuunosuke）
日本配音：山下大輝；台灣配音：張敦喻
護廷十三隊階級：十三番隊隊士。
留著微翹短髮，耳邊髮際有著圓形光點髮夾，青色雙眼的少年。行木理吉的弟弟。個性溫和迷糊，缺乏自信，有時會出現脫線的言行舉止，時常被志乃給予言語和肢體上的教訓，稱呼車谷為「車谷前輩」，對黑崎一護則尊稱對方「一護先生」。
千年血戰篇，為了接替車谷留下的空座町駐現世工作，跟著志乃來到現世，卻為了解救被虛重創的志乃，被虛襲擊重傷，後由於一護等人出面解圍才得以脫險，並在織姬的治療下順利康復。在接獲雀部長次郎喪生的訊息立即趕回屍魂界，於星十字騎士團進攻屍魂界時負責守衛瀞靈廷。官方小說「Can't Fear Your Own World」中補述仍持續在空座町執勤。
斑目志乃（Madarame Shino）
日本配音：瀨戶麻沙美；台灣配音：錢欣郁
護廷十三隊階級：十三番隊隊士。
配戴荷葉般的頭飾（在現世活動時，則會將頭飾取下），留著翹短髮，個性倔強的高額頭少女。斑目一角的親戚，和一角同樣雙親早逝，兩者在流魂街生活，後進入護廷十三隊。對於個性懦弱的龍之介抱持不以為然的態度，甚至還經常出手教訓對方。曾經在私底下哼歌的時候，被龍之介偷偷錄音並作為傳令神機的鈴聲（一護認為她哼的曲調很奇怪，龍之介則是直接取笑她走音很嚴重），因此她對於自己的聲音被拿來做鈴聲覺得很感冒。
千年血戰篇，為了接替車谷留下的空座町駐現世工作，跟著龍之介來到現世，被虛襲擊重傷，後由於一護等人出面解圍才得以脫險，並在織姬的治療下順利康復。在接獲雀部長次郎喪生的訊息立即趕回屍魂界，於星十字騎士團進攻屍魂界時負責守衛瀞靈廷。官方小說「Can't Fear Your Own World」中補述仍持續在空座町執勤，斬魄刀名稱不詳，始解後為日本薙刀狀。

## 備註
1. ↑  1.因川上倫子於2008年罹患癌症，配音由桑島法子接替，川上倫子於2011年去世。
2. ↑  3.在漫畫版第114章的回憶片段裡，劍八拯救八千流並為她命名的時候，並沒有在地面上刻下漢字，但在動畫版的回憶片段裡，劍八在地面刻下的漢字卻是寫著「八千流」。
3. ↑  4.此處標示為動畫版人物配色，根據漫畫單行本第37集的封面，弓親真正的髮色為黑色，同時貼在右邊眉頭與眼角的羽飾，分別為為末梢帶點黃色的緋紅色與青色。